# Церковь Востока
Це́рковь Восто́ка (сир. ܥܕܬܐ ܕܡܕܢܚܐ ʿĒ(d)tāʾ d-Maḏn(ə)ḥāʾ), известная также как Несторианская церковь, Персидская церковь; (арам. ܥܕܬܐ ܩܕܝܫܬܐ ܘܫܠܝܚܝܬܐ ܩܬܘܠܝܩܝ ܕܡܕܢܚܐ ܕܐܬܘܪ̈ܝܐ) — историческая христианская церковь восточно-сирийского обряда, возникшая среди арамеоязычного населения Месопотамии в I веке. Являлась частью сирийской традиции восточного христианства, считаясь единственной представительницей так называемого несторианского направления христианства. Церковь Востока возглавлял католикос-патриарх Востока. Единая Церковь Востока фактически прекратила существование после раскола в XVI веке.
По географическим и политическим причинам догматическое развитие Церкви Востока происходило изолированно от остального христианского мира. В спорах между двумя крупнейшими богословскими школами античности, александрийской и антиохийской, Восток тяготел к последней. Оригинальные идеи ранних богословов Церкви Востока: Афраата Персидского, Ефрема Сирина и Нарсая Нисибийского были тесно связаны с концепциями учителей антиохийской школы Диодора Тарсийского, Феодора Мопсуестийского и Нестория. По причине удалённости на Востоке рецепция принятых на западных соборах решений происходила с запозданием. Только в 410 году были признаны каноны Первого Вселенского собора 325 года, а в 420 году ряда других важных поместных соборов IV века. Церковь Востока отвергла решения Третьего Вселенского собора, отказавшись анафематствовать Нестория и фактически приняла близкое к несторианству учение. Вследствие накопившихся терминологических разногласий вероопределение Халкидонского собора 451 года было признано на Востоке запутанным и не точным. Окончательному разрыву с миафизитскими и халкидонскими церквями способствовало военное и политическое противостояние Византии и сасанидского Ирана. В начале VII века крупнейший сирийский богослов Бабай Великий окончательно оформил синтез восточно-сирийского арамеоязычного и антиохийского грекоязычного богословия, приведший к официальному принятию Церковью Востока богословской формулы «две природы, две кномы в одном лице и одной воле Христа» на Поместном соборе 612 года. В отличие от Византии, восточно-сирийские богословы не смогли систематизировать догматику своей церкви. В целом, богословское наследие Церкви Востока достаточно разрозненно, и включает преимущественно поэтические произведения сирийских авторов и постановления Поместных соборов Церкви.
В 410 году на Соборе в Селевкии-Ктесифоне произошло обособление от церковной структуры Римской империи. Таким образом, Церковь Востока стала Поместной церковью Сасанидской империи. Формирование церковных структур происходило в ходе христологических споров V—VI веков. В период с IX по XIV век Церковь Востока была крупнейшей христианской церковью мира по географической протяжённости: епархии Церкви присутствовали в Сирии, Месопотамии, Индии, Средней Азии и Китае. Арабские завоевания, нашествие Тамерлана значительно ослабили Сиро-Персидскую церковь, епархии которой остались преимущественно в Северной Месопотамии и на малабарском побережье Индии. Миссионерская деятельность католиков привела к тому, что в XVI веке в Церкви Востока произошёл раскол, в ходе которого значительная часть паствы и священнослужителей вступила в унию с Римско-католической церковью.
К середине XIX века приверженцами Церкви Востока остались в основном верующие ассирийской национальности. Церковь Востока стала именоваться «Ассирийской» с конца XIX века, в официальном наименовании слово закрепилось в середине XX века. Гонения и преследования ассирийцев в XX и XXI веках привели к тому, что значительная часть верующих церквей-преемниц Церкви Востока оказалась в эмиграции. Церковный раскол XVI века, а также раскол в Ассирийской церкви XX века привели к разделению Церкви Востока на несколько автокефальных церквей: доэфесские Ассирийская церковь Востока, Древняя Ассирийская церковь Востока и восточнокатолические Халдейская католическая церковь и Сиро-малабарская католическая церковь.

## Терминология
В современной исторической литературе в контексте периода Поздней античности под «Церковью Востока» или «Апостольской Церковью Востока» понимается церковная организация за восточными пределами Римской империи, признававшая авторитет патриарха с резиденцией в Селевкии-Ктесифоне. В свою очередь, образующие пентархию епископы Рима, Константинополя, Александрии, Антиохии и Иерусалима признавались Церковью Востока как «Западные». Другое распространённое название «Восточная Сирийская церковь» (англ. East Syriac Church) отсылает к сирийской литургической традиции и тому факту, что богослужение в ней вплоть до настоящего времени осуществляется на сирийском языке, мёртвом языке арамейской группы.
В 1886 году благодаря инициативе архиепископа Кентерберийского Эдварда Бенсона обозначение Церкви Востока как «Ассирийской» было принято в западном мире, а официальное добавление его к названию состоялось в 1976 году. Название «Персидская церковь» отражает тот факт, что ранний период истории Церкви Востока был тесно связан с персидским государством Сасанидов. Характеристика церкви как «несторианской» считается некорректной и в современной литературе встречается редко. Существует ряд терминов для идентификации верующих Церкви Востока: «несториане», «халдеи», «сирийцы», «арамеи». Наиболее распространённой формой идентификации верующих в период Новейшего времени стал термин «ассирийцы». Верующих Церкви Востока, вступивших в унию с Римско-католической церковью, называют «халдеями».

## Исторический очерк

### Ранняя история

#### Возникновение
Нет достоверных сведений о распространении христианства за восточную границу Римской империи (до 224 года — в Парфии, затем в возникшем на той территории государстве Сасанидов). В отличие от Римской империи, где христиане подвергались гонениям, христианство в Парфии имело возможность мирного развития. Церковное предание связывает появление христианских общин на Востоке с деятельностью апостолов Петра, считающегося первым патриархом восточной церкви (1Пет. 5:13), и Фомы, а также апостола от 70 Фаддея (Аддая) и его ученика «апостола Месопотамии» Ма́рия, благодаря активности последнего из которых церковь приобрела известность как «церковь Мар Мария». Идеализированную версию истории появления христианства в столице Осроены, Эдессе, излагает датируемое первой половиной V века «Учение Аддая». Приведённая там переписка царя Авгаря с Иисусом Христом позволила некоторым исследователям считать Осроену первой страной, принявшей христианство. Хотя информации о верованиях в раннехристианской Осроене не так много, источники позволяют сделать вывод о наличии в Эдессе различных религиозных групп, включая иудеев, последователей традиционных форм греко-римского и арамейского политеизма, а также манихейства. Религиозному разнообразию в Эдессе способствовало географическое положение на границе крупнейших империй античного мира и пересечении торговых путей. Немецкий историк Вальтер Бауэр называет христианство в Эдессе «еретическим» и во все времена далёким от ортодоксии.
Время появления христиан в Месопотамии не известно и является предметом споров. Французский археолог Жан Морис Фие (1967) датирует событие концом I века, тогда как американский историк У. С. Маккалох (William Stewart MacCullough, 1982) полагает, что оно произошло столетием позже. По мнению известного сиролога Себастьяна Брока, христианские общины, изолированные от церкви Римской империи, вероятно, уже существовали в Персии со II века. Стремление придать древности своей церкви привело, например, к тому, что живший в конце VIII века несторианский патриарх Тимофей I заявлял, что «христианство у нас было основано приблизительно за 500 лет до Нестория и через двадцать лет после вознесения нашего Спасителя». О распространении христианства из Эдессы дальше на восток говорится в датируемых предположительно началом VII века «Деяниях Мария». Задачей живших в VI — начале VII века авторов «Деяний» было обоснование древности существования Церкви Востока на территории современного Ирака и авторитета её католикосов с резиденцией в столице сасанидского государства Вех-Ардашире, называемой также Кохе и Селевкия-Ктесифон. Согласно «Деяниям», из Эдессы Марий пошёл в направлении Нисибиса, далее через Адиабену на юг, в Вавилонию. Достигнув Кохе он основал там первую церковь. Обратив Вавилонию в христианскую веру, Марий отправился в Персию, начав с Бет-Хозая и Элама на юго-западе современного Ирана. «Деяния» утверждают, что благодаря бесчисленным чудесам Марий создал в Персии разветвлённую церковную иерархию, с многочисленными священниками, диаконами, школами и учителями в них, госпиталями. Вероятнее всего, описанные в апокрифе христианские центры были созданы ближе ко времени написания документа, чем к апостольским временам.
Одной из особенностей восточного сирийского христианства было тесное взаимодействие с иудеями Месопотамии. Возможно, первые христианские общины возникли среди иудеев Парфии, проживавших там со времён Вавилонского пленения. Согласно одной из гипотез, христианство на восток попало с торговыми караванами, а именно евреи контролировали тогда пути через Персидский залив в Центральную Азию и Китай. Одним из примеров еврейского влияния на сирийское христианство стало создание в I—II веках Библии на сирийском языке — Пешитты.

#### При Сасанидах

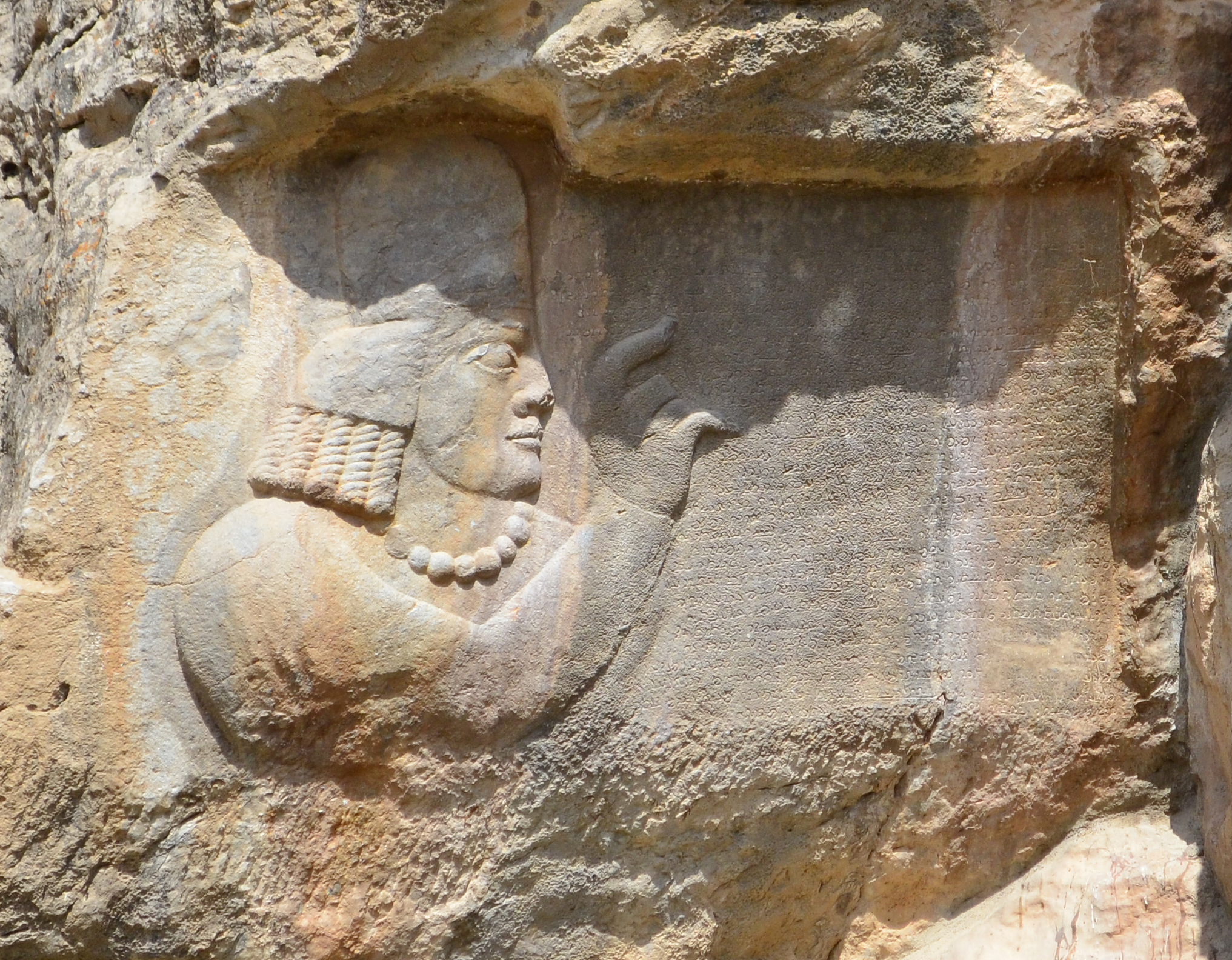
В одной из Надписи Картира зороастрийского жреца Картира упоминаются «назареи» и «христиане»

В 266 году Месопотамия была завоёвана Сасанидской империей. К тому времени в Верхней Месопотамии, Эламе и Фарсе уже существовали значительные христианские общины, пополняемые преимущественно благодаря деятельности миссионеров и торговцев. Сложно оценить, сколько христиан попало в Персию в результате нескольких масштабных депортаций жителей Восточной Римской империи в IV и V веках. Учитывая религиозную политику императора Валериана I, вряд ли среди захваченных в 260 году Шапуром I (241—272) солдат его армии было много христиан. Также сомнительны утверждения более поздней «Хроники Сеерта» о множестве антиохийских христиан, угнанных в Персию Шапуром. В период правления шахиншаха Бахрама II (276—293) в Иране была принята государственная религия — зороастризм. Вероятно, какая-то епископальная структура была на Востоке ещё при Шапуре I, но о ней ничего не известно. Примерно в 315 году епископ Селевкии-Ктесифона Мар Папа бар Аггай (310—329) заявил о первенстве своего престола над другими епископатами Месопотамии и Персии. Опираясь на поддержку Сады, епископа Эдессы, Папа принял титул католикоса Востока. Таким образом, при условии истинности свидетельства источников, патриархат на Востоке возник до Первого Никейского собора, когда впервые был признан авторитет кафедр Рима, Александрии и Антиохии.
Положение христиан в Персии значительно ухудшилось с переходом в христианство императора Константина Великого. Возникшие у шахиншаха Шапура II (309—379) подозрения, что его подданные христиане могут симпатизировать своим единоверцам на западе привели к тому, что церковь подверглась серьёзным преследованиям. Вначале на христиан были наложены дополнительные налоги для финансирования войны с Римом, сбор которых был поручен епископу Шимуну I бар Саббаю (329—341). После того, как Шимун отказался, последовал приказ об аресте и казни христианских священников, а затем всех христиан. По мнению современных историков, опасения Шапура имели основания, поскольку в 337 году Константин был готов начать войну против Персии для освобождения христиан. Шапур II пытался разрушить церковную иерархию и убил некоторых епископов, включая католикосов Шимуна I (341), Шахдоста (342) и Барбашмина (346). После этого титул католикоса оставался вакантным почти 20 лет (346—363). В 363 году по условиям мирного договора Нисибис был передан персам, в результате чего знаменитый богослов Ефрем Сирин в сопровождении ряда учителей покинул Нисибинскую школу и отправился в Эдессу, которая находилась на римской территории. Там, благодаря его усилиям, возродилась основанная во времена легендарного Аддая Эдесская школа.

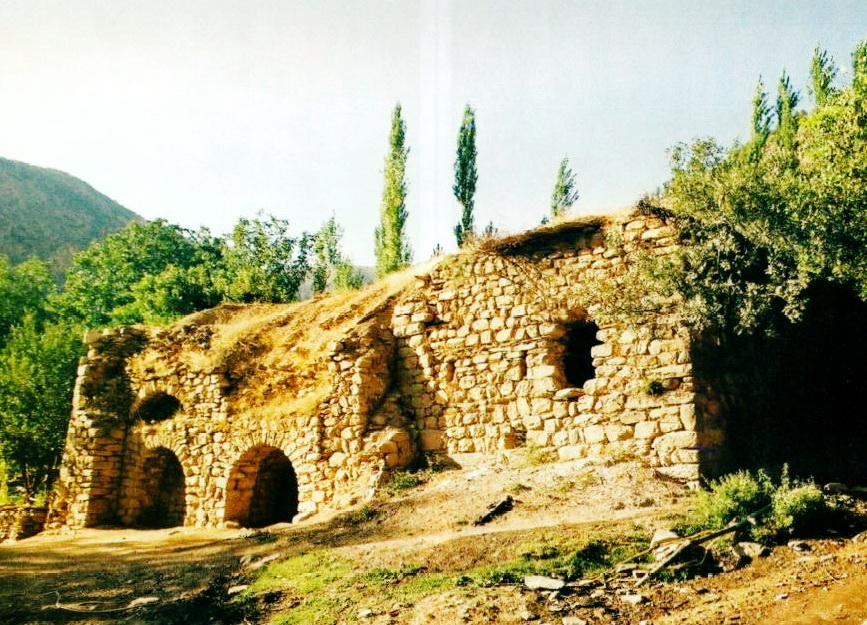
Несторианская церковь VI века святого Иоанна в ассирийской деревне Герамон

Инициированные в 340-х годах Шапуром II гонения были прекращены при его внуке Йездегерде I (399—420). Благодаря своей религиозной терпимости Йездегерд стал для Церкви Востока «вторым Константином», а проведённый в 410 году собор в Селевкии-Ктесифоне сопоставим по своему значению с Миланским эдиктом. Канонами собора 410 года было установлено, чтобы каждый город с прилегающей областью управлялся одним епископом, рукополагаемым тремя другими епископами. Также устанавливались единые церковные праздники и признавались правила Никейского собора 325 года. Последние адаптировались к ситуации Церкви Востока. Тот факт, что собор 410 года был проведён при сопредседательстве западного епископа Маруфы указывает на единство Церкви Востока того времени с церковью Запада. На следующем соборе 420 года повторно были подтверждены правила основных западных соборов: Никейского (повторно), Анкирского, Неокесарийского, Гангрского, Антиохийского и Лаодикейского.
Возобновление гонений в конце царствования Йездегерда I привели к смуте в Церкви в начале патриаршества Мар Дадишо I (421—456). Для разрешения конфликта в 424 году был созван представительный собор в Маркабте Арабской, который подтвердил главенство епископа Селевкии-Ктесифона. Заявление собора о независимости католикоса от «западных Отцов» следует, видимо, понимать в контексте внутренних проблем Церкви, так как провозглашение автокефалии в 410 году никем не оспаривалось. Между тем в Римской империи противостояние александрийской и антиохийской богословских школ, кульминацией которого стал несторианский раскол, привело к переселению многих сторонников Нестория в Сасанидскую империю. Антиохийское богословие, выражаемое в трудах Феодора Мопсуестийского и Ивы Эдесского было отвергнуто церковью Запада, но по-прежнему главенствовало на Востоке. В течение следующих десятилетий в богословии церкви появлялось всё больше «несторианских» элементов, углубляя разделение между римской церковью и церковью Востока. В 484 году митрополит Нисибина, Бар Саума, созвал Бет-Лапатский собор, на котором был разрешён брак епископам, низложен противник Бар Саумы католикос Бабуй (457—484) и было принято учение наставника Нестория Феодора Мопсуестийского в качестве вероучения Церкви Востока. Собор 484 года, однако, не был признан церковью, и уже в следующем году его решения были отменены. Единство церкви было восстановлено на соборе 486 года в Селевкии-Ктесифоне. На нём же был принят древнейший сохранившийся символ веры, имевший явную дифизитскую направленность. В 489 году, когда персидская школа в Эдессе была закрыта византийским императором Зеноном за её «несторианский» характер, она переехала в Нисибин, превратившись опять в Нисибинскую школу, что привело к бегству несториан в Сасанидскую империю. Окончательный поворот к несторианству связывают с правлением патриарха-католикоса Мар Бабая (497—502). При нём было проведено нескольких соборов, закрепивших принятие церковью несторианства.
С 521 года до 539 года длился первый в истории церкви раскол, вызванный, как и последующие, спорами о наследовании патриаршего престола. В то же время, укрепив свои структуры в Нисибине, Ктесифоне и Гондишапуре, Церковь Востока начала распространяться за пределы Сасанидской империи. Очередной византийско-персидский конфликт (540—545) привёл к новым преследованиям церкви сасанидским императором Хосровом I. Под энергичным руководством патриарха Абы I (540—552), перешедшего в христианство из зороастризма, церковь успешно пережила испытания и укрепила свои структуры. В начале VII века, в период вакантности патриаршего престола (609—628), Церковь Востока фактически возглавлял Бабай Великий, который провёл ряд мер по укреплению и восстановлению положения Церкви в Персии. К концу V века и середине VI века территория, которую занимала Церковь Востока, включала «все страны на восток и те, что расположены непосредственно к западу от Евфрата», включая Сасанидскую империю, Аравийский полуостров, Сокотру, Месопотамию, Мидию, Бактрию, Гирканию и Индию.

#### При Халифате

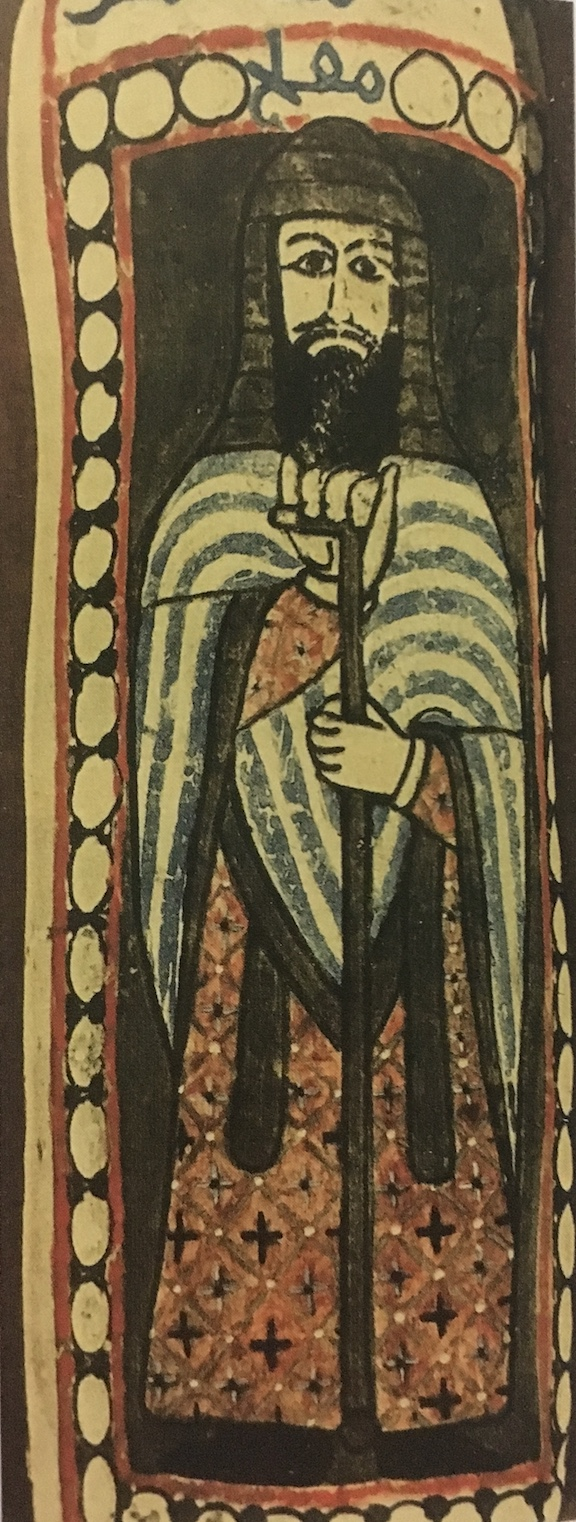
Изображение священника Церкви Востока из дворца аль-Мухтар в Самарре, IX век

Церковные провинции церкви Востока в X веке

Аравийский полуостров был одним из основных направлений, куда христианство распространялось из Персии. Туда христиане бежали во время гонений Шапура II и его преемников. Эмигранты селились в государстве Лахмидов, на территории современного Омана и далее на юго-запад, в Хадрамауте, Йемене и Наджране. К V веку в крупнейших городах полуострова были епископы, также действовало несколько монастырей и христианских школ. Источники сообщают о принятии христианства некоторыми арабскими племенами — химьяритами, гассанидами, Рабиа, таглибитами и другими. В силу политических обстоятельств, христиане Аравии, кроме гассанидов, признавали своим духовным лидером патриарха Селевкии-Ктесифона.
После того, как Сасанидская империя была завоевана арабами-мусульманами в 644 году, в созданном Праведном халифате христиане Церкви Востока получили юридический статус зимми. Этот статус подразумевал уплату дополнительных налогов (в отличие от мусульманского населения) — харадж (налог на землю) и джизья (налог за освобождение от военной службы). Как и для всех остальных христианских и еврейских групп, которым был предоставлен такой же статус, церковь была ограничена в пределах Халифата, но вместе с тем имела определённую защиту. Приверженцев Церкви Востока было запрещено насильственно обращать в ислам, а несторианским миссионерам была предоставлена определённая свобода. В период патриаршества Ишояба II (628—645) и Ишояба III (649—660) источники отмечают, что Церковь Востока получила особые привилегии от халифа Умара I за снабжение христианами арабской армии в ходе осады Мосула. Позднее стали известны поддельные письма Ишояба II к пророку Мухаммеду и халифу Умару. Тем не менее был установлен ряд дискриминационных мер: христианам предписывалось носить отличающуюся одежду, запрещалось ездить верхом на лошадях, носить оружие, под запрет попало строительство новых церквей, а также колокола и кресты. В письмах патриарха Ишояба III упоминается массовое обращение в ислам христиан Мазуна с целью избежать налогового гнёта. В 637 году резиденция патриарха была перенесена в Карха де Бет-Слох.
Положение христиан Церкви Востока в Халифате значительно менялось в зависимости от исторических обстоятельств и мусульманских правителей. В период кратковременного правления халифа Умара II (717—720) христиане подвергались гонениям. Преемник Умара, халиф Хишам (724—743), в свою очередь, отличался веротерпимостью по отношению к христианам. В VII веке церковь выросла до двух архиепископств и более 20 епископств к востоку от иранской границы на Амударье. Ранний исламский период отмечен значительным ростом числа восточно-сирийских монастырей. Патриарх Тимофей I (780—823), современник халифа Харуна ар-Рашида, перенёс резиденцию католикоса-патриарха в Багдад, а также уделял особое внимание миссионерской деятельности. К X веку Церковь Востока имела ряд епархий, которые простирались от территорий Халифата до Индии и Китая. Несторианские христиане внесли значительный вклад в культурную жизнь исламских Омеядского и Аббасидского халифатов. Особенных успехов христиане достигли в переводе произведений древнегреческих философов на сирийский и арабский языки. «Несториане» внесли значительный вклад в средневековые философию, науку и богословие (Хунайн ибн Исхак, Куста ибн Лукка, Масавай, Бабай Великий и другие). Джибраил ибн Бахтишу и его потомки более двухсот лет были личными врачами халифов Аббасидов.
В правление аббасидских халифов произошло несколько крупных исходов христиан. При аль-Махди (775—785) и аль-Мамуне (813—833) многие из них бежали в византийский Синоп. Очередные репрессии против христиан вспыхнули при халифе Мутаваккиле (846—861), а с началом упадка халифата в X—XI веках христиане страдали от стихийных погромов. Тем не менее Церковь Востока была наделена определёнными преимуществами по сравнению с церковными структурами западных сирийцев и «мелькитов». Например, патриарху сирийских миафизитов было запрещено разместить свою резиденцию в Багдаде. В этот период над Церковью Востока был установлен полный контроль исламских властей: халиф утверждал предстоятеля Церкви даже без согласия епископов, и в период с 650 по 1050 год по их представлению было назначено 12 из 30 патриархов. Данное положение отрицательным образом сказывалось на состоянии церковной иерархии. Французский историк Мишель Лекьен выделяет 10 периодов, когда престол католикоса-патриарха Востока оставался вакантным во времена арабского халифата.

### Эпоха экспансии

Церковь Востока в период расцвета в Средние века

После раскола с Западным миром и несторианизации, Церковь Востока быстро расширялась на юг и восток. Невозможно точно установить время появления христиан в Индии. Легенды относят событие к деятельности апостола Фомы, но следует учитывать, что в древности под Индией понимался широкий круг территорий, включая Йемен и Эфиопию. Достоверным можно считать, что в своей написанной около 530 года «Христианской топографии» византийский купец Козьма Индикоплов описал христианские общины в Бомбее, в Малабаре и Цейлоне. Козьма определённо указывает на зависимость индийских христиан в церковном отношении от Персии. В X веке статус несторианской церкви Индии был повышен от митрополии до патриархата. До раскола XVI века значительная часть индийских христиан Святого Фомы пребывала в общении с Церковью Востока.
Вместе с торговыми караванами сирийцы распространяли христианство в Центральную Азию. Около 360 года первым епископом Мерва на территории современного Туркменистана стал Бар Шабба. Последующие митрополиты Мерва вели проповедь среди монголов. Не позднее 497 года несторианские миссионеры занимались прозелитизмом среди эфталитов в районе Амударьи, но не сразу добились там значительных успехов. В первой половине VI века Египет посетил реформатор восточного сирийского монашества Авраам Кашкарский. Сирийские миссионеры достигли определённого прогресса в Египте, несмотря на преобладание там миафизитов. Несмотря на конфликты с коптами, довольно значительная восточносирийская община существовала в Каире до XII века. Также миссионеры Церкви Востока имели значительный успех в Средней Азии и Тартарии.
В VII веке миссионеры Церкви Востока достигли Японии. Существуют сведения о построенном христианами лепрозории в городе Нара. По мнению японского исследователя Сакаэ Икеда миссионеры Церкви Востока действовали в Японии в VII—VIII веках. В буддийском храме Нары были обнаружены следы сирийского письма, но достоверных источников о начале миссии Церкви Востока в Японии известно немного. Существуют упоминания о монгольском посольстве в Японию, секретарь которого, христианин-уйгур, и двое его спутников были обезглавлены.

Монгольские племена, принявшие христианство

В Китае несторианские миссионеры прочно утвердились в эпоху Тан (618—907). Китайский источник, известный как «Несторианская стела», описывает миссию под руководством епископа по имени Алобэнь и распространение несторианского христианства в Китае с 635 года. К 643 году был завершён перевод христианских текстов на китайский язык, а при императоре Гао-цзун церкви были построены во всех крупнейших городах. Возможно, однако, что большую часть новообращённых составляли персидские торговцы. Во времена существования Уйгурского каганата (745—840) началось обращение в христианство уйгур. Под военным давлением енисейских киргизов, в IX веке уйгуры начали миграцию в Китай, создав государство с христианским присутствием. Структуры Церкви Востока процветали в Китае примерно 200 лет. В конце VII века императрица У Цзэтянь запретила христианство, и примерно до 745 года несториане подвергались преследованиям. Наивысшего расцвета Церковь Востока в Китае достигла в правление императора Су-цзуна (756—762): были основаны монастыри, создавались епархии несторианской церкви, письменные памятники. Однако затем начались преследования со стороны императора У-цзуна (царствовал в 840—846 годах). Он подавил все иностранные религии, включая буддизм и христианство, в результате чего церковь в Китае пришла в упадок. Царский указ 845 года запрещал проживание в стране христиан, буддистов и манихеев. Церковь исчезла из Китая в начале X века, что совпало с распадом империи Тан.
Вследствие ранних успехов несторианских миссионеров христианство имело большое влияние в Монгольской империи. Около 1007 года христианство принимают монголоязычные кочевые племена кереиты. В XII веке процесс христианизации тюркских народов продолжается — христианство принимают онгуты, гузы, чигили. Сыновья Чингисхана имели христианских жён из племён кереитов и христианских учителей. Известно, что каган Гуюк (1241—1248) получил христианское воспитание, а у его шатра находилась переносная церковь. Значительному оживлению христианство в Китае подверглось во времена империи Юань, созданной после того, как монголы завоевали Китай в XIII веке. Марко Поло и другие средневековые западные современники упоминали много несторианских общин, оставшихся в Китае и Монголии. Однако они явно не были такими многочисленными, как во времена империи Тан. Во время правления внука Чингисхана, хана Мунке (1251—1260), несторианское христианство было основной конфессией в Монгольской империи. Имеются упоминания многочисленных связей монгольских правителей с христианством. Так к примеру, у Хулагу-хана (1260—1294), завоевавшего Иран мать и жена были христианками, а при взятии монголами Багдада (1258 год) все христианское население пощадили. Церковь Востока переживала последний период экспансии во времена существования Монгольской империи. Именно в этот момент, в конце XIII века, Церковь Востока достигла своего наибольшего географического охвата. К XIV веку насчитывалось 146 епархий и 25 митрополий, а исследователи отмечают, что: «в таких размерах Сиро-халдейская Церковь в то время не находила себе равной».
В период с VII по IX века были созданы митрополии Церкви Востока в Сяньфу (Китай, около 636 года), в Самарканде (Средняя Азия, около 781 года), в Дамаске (Сирия, 632 год), в Индии (около 800 года) и в Иерусалиме (895 год). В Фамагусте на Кипре незадолго до 1300 года была создана несторианская община, и для её нужд была построена церковь примерно в 1339 году.

### Период упадка
Учитывая состояние источников, динамику сокращения регионального присутствия Церкви Востока проследить достаточно сложно. В целом, если в 1000 году епископы Церкви Востока присутствовали в 68 городах, то в 1238 году их осталось 24, а после смерти Тамерлана в 1405 году городов, в которых находились епископы Церкви осталось всего 7. Противостояние христиан и мусульман в Средней Азии привело к постепенному вытеснению Церкви Востока из центрально-азиатского региона. В то же время снижалась значение среди «несториан» сирийского языка, сохранявшегося как язык литургии и богословской литературы. Несмотря на добрые отношения между ильханом Олджейту (1304—1316) и католикосом-патриархом Мар Ябалахой III (1283—1317), правителю монгольского Ирана не удалось предотвратить вспышки насилия против христиан. Во время погромов в Арбиле (1310 год), погибло большое число христиан Церкви Востока. Результатом правления Олджейту для Церкви Востока стало уменьшение общего количества епархий и приходов: к началу XIV века христианство постепенно исчезло в Аравии, Фарсе, южном и центральном Ираке (исчезли диоцезы Майшан и Бет Гармай) и в центральной и восточной Персии. Также ослаблению Церкви Востока способствовала территориальная экспансия Османской империи. О времени исчезновения восточных сирийцев в различных регионах можно судить по прекращению захоронений. Последняя могила на «несторианском» кладбище в Бишкеке датируется 1345 годом, 1368 годом в турецком Амалике, и на одном из кладбищ на границе Кыргызстана с Китаем — 1372 годом. Период с конца XIV века до середины XVI века, о котором сохранилось мало письменных сведений, считается «тёмными столетиями» истории Церкви Востока. Резиденция патриарха в те годы неоднократно переносилась в более безопасные регионы.
Ко второй половине XIV века за пределами северной Месопотамии (современные территории северного Ирака, юго-восточной Турции, северо-восточной Сирии и северо-западной окраины Ирана) Несторианская церковь сохранила свои епархии только на малабарском побережье Индии. Небольшие несторианские общины остались в Иерусалиме и на Кипре, однако единую церковную структуру в Церкви Востока смогли сохранить малабарские христиане Индии. Исчезновение сиро-уйгурской Церкви Востока также тесно связано с упадком христианства в Центральной Азии. Тамерлан, тюрко-монгольский лидер империи Тимуридов, придя к власти в 1370 году, взял курс на очищение своих владений от немусульман. Тамерлан фактически уничтожил христианство в Центральной Азии. Высказывается также мнение, что ко времени появления Тамерлана Церковь Востока значительно ослабла, существуя, фактически, только в горах Курдистана и в Индии, и вклад Тамерлана в её уничтожение не был решающим. Полному исчезновению несторианской церковной иерархии в Средней Азии, вероятно, способствовал комплекс факторов: от гонений и преследований до массовых эпидемий. Во многих районах Средней Азии христианство исчезло за десятки лет до походов Тамерлана. Данные из Средней Азии, включая большое количество могил, указывают на то, что кризис Церкви Востока произошёл в 1340-х, а не в 1390-х годах. В Китае последние упоминания о несторианских и латинских христианах датируются 1350-ми годами, незадолго до смены монгольской династии Юань на проводившую ксенофобскую политику династию Мин. Сохранявшие верность христианству уйгуры, проживавшие в Восточном Туркестане, окончательно приняли ислам в XVI—XVII веках.

### В Новое и Новейшее время

#### Расколы XVI—XVII веков

Церковь Востока в рамках христианских деноминаций сирийской традиции

С конца XV века резиденцией католикоса-патриарха Востока стал монастырь Раббана Ормизда близ Алькоша в северном Ираке — по крайней мере, умерший в 1497 году Шимун IV стал первым похороненным там патриархом. При нём же католикосат Церкви Востока стал наследственным в семье Бар Мама. В 1551 году католикос Мар Шимун VII в соответствии со сложившейся традицией наследования патриаршего престола от дяди к племяннику, назначил своим преемником ребёнка восьмилетнего возраста. Недовольство некоторых епископов таким порядком привело церковь в следующем году к расколу. В результате возникло две иерархические линии наследования патриаршества. Одна из них — традиционная, передающая титул по наследству, продолженная патриархом Мар Илией VI (1558—1576) (линия Илии); вторая — выборная, продолженная Шимуном VIII Сулакой (линия Сулаки). Исследователь Дэвид Уилмшерст отмечает, что к 1552 году в Церкви Востока осталось три епископа: Сельмаса, Эрбиля и Адарбайгана, которые поддержали избрание Сулаки на патриарший престол. При поддержке францисканцев Сулака обратился в Рим для утверждения своего избрания, и папа Юлий III провозгласил его «патриархом восточных сирийцев». Таким образом в церкви Востока появилась группа верующих и священнослужителей, находящаяся в унии с Римско-католической церковью. До конца правления патриарха Шимуна IX (1579—1600) линия Сулаки поддерживала общение с католиками, но возврат к наследственной форме передаче патриаршества сделал признание со стороны Рима невозможным. В 1672 году продолжатель этой линии Шимун XIII Дынха (1662—1692) перенёс свою резиденцию в Кочанис. Около 1700 года линия Сулаки полностью прервала отношения с Римом. В настоящее время её продолжают патриархи Ассирийской церкви Востока, принявшей такое название в середине XX века.
Восстановление общения с Римом в линии Илии произошло при патриархе Илие VIII (1591—1617), но было вновь прервано при его преемнике. Под влиянием католических миссионеров из линии Илии выделилась новая преемственность патриархов. В 1667 году митрополит Иосиф перед двумя капуцинами отрёкся от несторианства и просил об унии с Римом. В 1673 году он посетил Рим, а по возвращении обосновался в Амиде. В 1681 году Иосиф получил от папы паллий и стал считаться патриархом. После смерти в 1778 году Илии XII Дынха патриархия в Алькоше разделилась между Илией XIII Ишоябом, не находящимся в унии с Римом, и его родственником Иоханном VIII Гормиздом, который принял католическое исповедание. Последний патриарх линии Иосифа Иосиф V Августин Хинди (1780—1827) считался апостолическим делегатом в епархии Вавилона, и никогда не был признан Римом в качестве патриарха. С его смертью в 1827 году халдейское патриаршество осталось вакантным, пока в 1830 году папа Пий VIII не объединил различные группы ассирийских униатов в Халдейскую церковь под руководством последнего наследственного патриарха линии Илии Иоханна VIII Гормизда. Резиденция патриарха Халдейской католической церкви находится в Багдаде.

#### Церковь Востока и ассирийский национализм

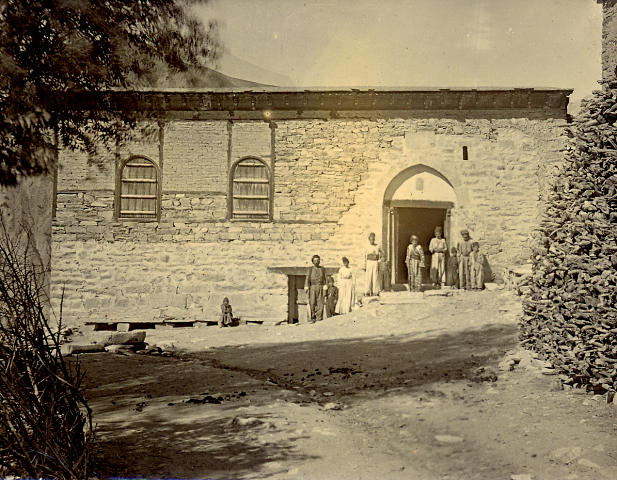
Резиденция патриарха в деревне Конак, 1904 год

На рубеже XV—XVI веков начался процесс слияния церковного самосознания верующих с национальным самосознанием — ассирийским. К тому времени большая часть христиан Церкви Востока сосредоточилась на территории, ограниченной реками Тигр и Ботан на севере и западе и озером Урмия на востоке. Этот регион, примерно соответствующий Курдистану, стал частью Османской империи в 1555 году. В османской системе религиозного управления «несториане» являлись частью армянского миллета. Проживая на окраине империи, «несториане» не вступали в конфликты с властями и не были источником проблем до XIX века, когда они стали целью миссионерской активности нескольких западных церквей. Положение христиан на востоке Османской империи и в Персии, общая численность которых к концу XIX века оценивалась от 100 000 до 150 000 человек, было достаточно тяжёлым. По геополитическим и гуманитарным соображениям их судьбой особенно сильно заинтересовались в Великобритании. Около 1825 года Британское и иностранное библейское общество начало распространять Библию среди халдеев Месопотамии и Персии, собирая одновременно информацию о населении региона. В 1832 году курды из эмирата Соран разрушили монастырь Раббана Ормизда, убили монахов и уничтожили все книги. Когда в 1840 году христиане вступили в конфликт с правителем курдского Бохтана Бедир Хан Бегом, патриарх Шимун XVII обратился за помощью к английским и американским миссионерам. Три года спустя, во время нападения курдов, Шимун XVII спасался в британском консульстве в Мосуле. В Персии христиане не обладали полными правами, и их свидетельство в суде против мусульман не имело силы. Отчёт комиссии Эдварда Л. Каттса в 1876 году называл положение христиан в Урмии более тяжёлым, чем в Турции. Через посредство британских и американских миссионеров сирийцы искали поддержки у королевы Виктории и архиепископа Кентерберийского. С открытием Ниневии возникло мнение, что восточные христиане являются потомками древних ассирийцев, и вскоре в Англии Церковь Востока стали называть не «несторианской», а «ассирийской». При поддержке архиепископа Эдвард Бенсона деятельность британской миссии расширялась, открывались школы и типографии.
Помимо англичан очень активны были американские миссионеры, также распространявшие свои переводы Библии и занимавшиеся организацией богословского образования. Один из них, Асахель Грант, полагал, что местные христиане являлись потомками одного из потерянных колен Израилевых. Американская «Восточная турецкая миссия» (Eastern Turkish Missionary) оказалась вовлечена в сложные межконфессиональные конфликты региона: её помощи искали «несториане» против курдов-суннитов, сунниты против курдов-шиитов, а сами американцы настраивали сирийцев против католических миссионеров. С середины XIX века в регионе действовали также русские, немецкие и французские миссии но, в целом, они не достигли значительного успеха.
Перед началом Первой мировой войны усилилось стремление ассирийцев, армян, курдов и арабов Османской империи к автономии. Первоначальные устремления младотурок к демократическим реформам и равенству народов вскоре сменились идеей восстановления величия империи. Планы по установлению российского протектората над христианскими миллетами Анатолии не реализовались. В 1907 году Российская и Британская империи разделили сферы влияния в персидской Месопотамии. В 1909 году казаки установили посты в районе Тебриза и Урмии, следствием чего стал переход значительной части восточных сирийцев в православие. После начала войны русско-турецкие отношения обострились, и в январе 1915 года Россия была вынуждена вывести свои войска из северо-восточной Персии. Патриарх Шимун XIX Беньямин (1903—1918) пытался получить гарантии безопасности от турок и курдов, но последовавшие за выводом российских войск убийства ассирийцев смог остановить только вернувшийся Экспедиционный корпус. В надежде на помощь России патриарх от имени своего миллета объявил войну Османской империи 10 мая 1915 года. Вскоре, однако, стратегическое положение изменилось, и российские войска ушли из Вана. Курды вновь атаковали ассирийцев, вынудив их уйти дальше в горы, навсегда оставив Хаккяри. Часть из них прибыли в Урмию, где ранее сложилась плохая эпидемиологическая обстановка. В январе 1916 года патриарх встречался в Тифлисе с императором Николаем II и договорился об эвакуации 15 тысяч человек в Россию. В 1916—1917 годах ассирийцы воевали вместе с Россией и Великобританией. После Октябрьской революции Россия вышла из войны на территории Турции, и Британия начала реализовывать свой план по формирования альянса ассирийцев, армян и курдов. В ходе переговоров с курдским лидером Исмаилом-ага Симко патриарх был убит. Под руководством младшего брата убитого, патриарха Шимуна XIX Паулоса (1918—1920), и генерала Ага-Петроса ассирийцы до июня 1918 года сдерживали наступление турок на Урмию. Когда стало ясно, что возможности удерживать позиции больше нет, 70-тысячный народ совершил тяжелейший 500-километровый переход в провинцию Хамадан, а затем в лагерь беженцев в Баакубе. В результате всех событий, к концу войны в британской Месопотамии оставалось не более 50 тысяч ассирийцев, множество священников, включая патриарха, погибли. К этому времени религиозная идентичность ассирийцев приобрела национальный характер. В 1918 году, в лагере Бабука, был основан Ассирийский национальный совет. В системе договоров, заключённых после окончания Первой мировой войны, ассирийский вопрос, как и курдский, не получил разрешения, и ассирийцы остались в лагерях беженцев. В первой половине 1920-х годов несколько тысяч человек возвратились в Хаккяри, но после нападений курдов в 1925 году были вынуждены вернуться в Ирак. Тем временем, Лига наций окончательно определила границы между Турцией и Ираком, в результате чего большая часть традиционной территории ассирийцев отошла к Турции.

#### Современное состояние Церкви Востока
С 1920 по 1932 год, когда Месопотамия находилась под управлением Великобритании, ассирийцы не имели единого лидера, поскольку молодой патриарх Шимун XXI Ишая отсутствовал, занимаясь образованием в метрополии под опекой архиепископа Кентерберийского. Попытки ассирийцев на различных дипломатических конференциях добиться признания своего национального государства были тщетны. Правительство получившего независимость Ирака после провала переговоров арестовало патриарха в Багдаде, за чем последовало несколько массовых убийств христиан. В августе 1933 года Шимуна XXI депортировали из страны на Кипр. В том же году он представлял свой народ на заседании Лиги наций в Женеве. Предложенные проекты переселения примерно 30 тысяч остававшихся в Ираке ассирийцев не были реализованы из-за недостатка средств.
Утратив авторитет в Ираке, Шимун XXI в начале 1940-х годов эмигрировал в США, где сложилась крупная ассирийская диаспора. Крупнейшим её центром был Чикаго, где проживало около 30 тысяч сирийских христиан. При поддержке Епископальной церкви Церковь Востока смогла консолидироваться и открыть ряд региональных отделений. С 1950 года в Чикаго действует центр богословского образования, занимающийся распространением литературы на английском языке. С 1954 года патриарх жил в Сан-Франциско. В 1958 году в Иране был организован диоцез, который возглавил Мар Дынха IV Ханания. В 1952 году Мар Дынха перенёс свою резиденцию из северного Ирана в Тегеран. Церковью в Ираке и на Ближнем Востоке руководил его дядя Мар Иосиф Хнанишо. В 1952 году в Чикаго Шимун XXI посвятил в митрополиты Индии и Малабара Фому Дармо. В 1960 году Церковь Востока вступила в период внутренних споров. Дискуссию инициировал Фома Дармо, поставив под вопрос наследственный принцип передачи патриаршей власти. Визит патриарха в Нью-Дели по случаю третьей ассамблеи Всемирного совета церквей помог временно устранить конфликт. В марте 1964 года Мар Ишая обнародовал декрет реформ, включающий принятие григорианского календаря, сокращение Великого поста и изменения в литургии. На Ближнем Востоке «западные» реформы не поддержали, и по инициативе группы оппозиционных епископов в 1968 была образована Древняя Ассирийская церковь Востока. По причине недостатка в священнослужителях, иракские оппозиционеры обратились за поддержкой к Фоме Дармо, который в 1968 году рукоположил трёх епископов. Те, в свою очередь, избрали его патриархом. В 1969 году Мар Фома умер, и его преемником стал Мар Аддай II. Таким образом, с начала 1970-х годов существует две Церкви Востока, примерно равные по числу верующих.
Следующий кризис разразился в 1972 году, когда Шимун XXI принял решение сложить свои обязанности. В следующем году он женился, и вскоре семь ближневосточных епископов собрались в Бейруте для обсуждения сложившейся ситуации. Решение принято не было, и новое обсуждение состоялось там же три года спустя. Окончательно решить проблему наследования патриаршества предполагалось на синоде в Сиэтле, но 6 ноября 1975 года Мар Ишая был убит в Сан-Хосе своим родственником, желавшим восстановить честь семьи. Со смертью Шимуна XXI, не имевшего племянника, прервалась линия наследования. 17 октября 1976 года в Лондоне собрались 5 ассирийских и 2 итальянских епископа, рукоположённых покойным патриархом и избрали преемника в лице Дынха IV (1976—2015). Его избрание было признано каноническим Древней Ассирийской церковью Востока. Таким образом, к настоящему времени вопрос наследования не является спорным в отношениях двух восточных церквей, хотя проблема календаря сохранилась. После начала Ирано-иракской войны (1980—1988) и усиления процессов исламизации в обеих воюющих странах Мар Дынха переселился из Тегерана в Чикаго. В ходе борьбы Саддама Хуссейна с курдами в северном Ираке существенно пострадало христианское население региона, однако проблемы ассирийцев не привлекли внимание мирового сообщества. Усилиями Дынха IV ассирийская проблематика обсуждалась на различных церковных конгрессах и в рамках многосторонних богословских диалогов. Из-за противодействия Коптской православной церкви длительное время заняла процедура вступления Церкви Востока в Ближневосточный совет церквей. В 1999 году ассирийцы были приглашены в Совет в качестве наблюдателей, от чего Мар Дынха отказался. Отсутствие разногласий между двумя ассирийскими церквями позволило начать обсуждение возможности воссоединения. Разного рода разногласия не позволили этому процессу завершиться, но, тем не менее, на синоде в Чикаго 1999 года были признаны все назначения в Древней Ассирийской церкви Востока. С 1990-х годов в Ассирийскую церковь вернулись также несколько групп верующих из Индии.

## Богословие

### Христология и связь с несторианством

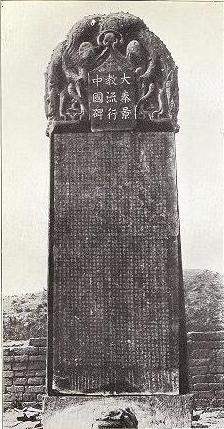
Несторианская стела близ Сианя в Китае. Установлена во времена патриарха Мар Хнанишо (умер в 780), была открыта 4 февраля 781 года.

Христологические споры V—VI веков были осложнены неточностями перевода богословских терминов между греческим и сирийским языками, накопившимися различиями между культурными и церковными традициями Востока и Византийской империи. Основанное на учении антиохийской богословской школы христологическое богословие Церкви Востока прошло определённые этапы развития от умеренных до крайних форм дифизитства, отождествляемых с осуждённой на западе ересью несторианства. Вопрос глубины взаимосвязи вероучения Церкви Востока и несторианства не имеет общепринятой позиции в научном сообществе, равно как и не существует единого понимания термина «несторианство» в современных экуменических и научных кругах. По крайней мере существуют три понимания термина «несторианство»: первое — учение,  интерпретированное Кириллом Александрийским и его последователями и приписываемое Несторию, второе — подлинное учение Нестория, третье — специфически характерное для Нестория. Российский сиролог и исследователь арамейского христианства Н. Н. Селезнёв утверждает, что христология Церкви Востока не соответствует первому пониманию несторианства.
Традиционно, в исторической науке преобладало мнение, что «несторианизация» Церкви Востока началась во второй половине V века при Нарсае и Бар Сауме и завершилась принятием учения Нестория на соборе Церкви Востока 485—486 годов в Селевкии-Ктесифоне. В 1951 году известный историк-иезуит Вильгельм де Врис утверждал, что «официальное принятие несторианства Персидской Церковью произошло на Селевкийском соборе 486 года». Впоследствии данная трактовка была оспорена, поскольку к примеру, ещё в начале XX века церковный историк Георгий Флоровский писал: «„Несторианская“ Церковь есть в действительности Церковь Феодора Мопсуестийского. Именно Феодор был в Сиро-Персидской Церкви отцем и учителем по преимуществу. Всё „несторианское“ богословие есть только покорный комментарий к его творениям». Исследователь сирийского языка Себастьян Брок последовательно доказывал, что Несторий пользовался в Церкви Востока значительно меньшим авторитетом, чем Феодор. По мнению Брока, в V—VII веках христология Церкви Востока была «феодорианской», а не «несторианской». Таким образом, до начала VII века Церковь Востока придерживалась более мягкого варианта антиохийской христологии, разработанного Феодором Мопсуестийским.
Самые ранние восточно-сирийские тексты христологической направленности — стихотворные гомилии Нарсая Нисибийского и включённые в «Восточный синодик» документы собора 486 года. В одной из своих гомилий Нарсай писал: «я исповедаю Одного Сына, Но я проповедаю „в двух природах“ Пречестную и славную природу Слова». Различие с халкидонитским дифизитством, с его одновременным приятием Христа «во двух природах» и учением Кирилла Александрийского о «единой природе Бога Слова воплощённой», по мнению С. Брока, проистекает из различных интерпретаций Ин. 1:14 («И Слово стало плотию, и обитало с нами») в антиохийской и александрийской традициях. Для Нарсая невозможно принять идею об умалении бытия Слова, вместо этого можно говорить о вселении в него по своей доброй воле. Приписываемого несторианству выделения в Христе двух субъектов, в принятой на соборе 486 года христологии Нарсая и Феодора Мопсуестийского, видимо, не было. Таким образом в V и VI веках вероучение Церкви Востока было основано на более умеренном феодорианстве. Тогда же Церковь Востока анафематствовала еретические учения Павла Самосатского о том, что Христос был простым человеком), и Евтихия о том, что человеческая природа Христа была полностью поглощена Божественной природой.
Последующие соборы Церкви Востока (544 года при католикосе Абе I и 605 года при католикосе Григории I) не содержали христологических определений «несторианского» толка и анафематствуют учения о «двух Сынах», а также содержат определения, созвучные с Халкидонским оросом. Окончательное сближение христологии Церкви Востока с позицией Нестория произошло на поместном соборе 612 года, на котором восточно-сирийские епископы приняли христологическое вероопределение Бабая Великого в наиболее жёстких формулировках антиохийской школы.
Российский исследователь Е. А. Заболотный выделяет четыре основные направления христологии, существовавшие в Церкви Востока в период христологических споров V—VI веков:
- Феодорианство — учение Нарсая Нисибийского, оформленное под значительным влиянием богословия Феодора Мопсуестийского, которое встречается в определениях поместных соборов Церкви начиная с 485—486 годов.
- Христология двух ипостасей — учение Бабая Великого, воспринявшее влияние богословия Нестория и принятое Церковью Востока на соборе 612 года.
- Умеренная христология католикоса Сабришо I.
- Христологическая доктрина, близкая к халкидонскому богословию и тяготевшая к Византии, основоположником которой в Церкви Востока являлся руководитель Нисибинской школы Хнана Адиабенский[157].

Христологический спектр противостояния антиохийской и александрийской богословских школ. Церковь Востока, воспринявшая антиохийское богословие отмечена голубым цветом

По мнению некоторых исследователей, обвинение Церкви Востока в несторианстве во многом основано на интерпретации данного учения оппонентом Нестория Кириллом Александрийским. Соответственно, поскольку критика Кирилла была некорректна, несправедливо и называть Церковь Востока «несторианской». Сами восточные богословы такую связь отрицали, и выдающийся сирийский канонист Абдишо (ум. 1318) в своей книге «Жемчужина» писал, что восточные сирийские христиане «никогда не меняли своей веры с тех пор, как получили её от апостолов, и несправедливо их называть несторианами, поскольку Несторий не был их патриархом и не понимал их язык». Это мнение отстаивает и современный богослов и митрополит Ассирийской церкви Востока Мар Апрем Мукен:
«Хотя эта церковь почитает Нестория святым, она не является церковью, основанной Несторием. Несторий не знал сирийского, а сирийская Церковь Востока, находившаяся в Персидской империи, не знала греческого… Только после смерти Нестория сирийскую Церковь Востока, которая не принимала никакого участия в христологическом конфликте между Несторием и Кириллом и вообще не знала ничего об этих спорах при их жизни, стали, к сожалению, воспринимать как основанную Несторием».
В 1976 году то же заявил Мар Дынха. Действительно, архиепископ Константинополя грек Несторий не имел юрисдикционной связи с сирийской Церковью Востока и даже не владел сирийским языком. Тем не менее, наряду с Диодором Тарсийским и Феодором Мопсуестийским, он почитался в Церкви Востока в качестве «греческих учителей» (malp̄ānē yawnāyē), поскольку их сотериология и экзегетика совпадали с общепринятыми в среде арамейского христианства. Церковь Востока не приняла осуждение Нестория Третьим Вселенским собором и почитала его (наряду с Феодором Мопсуестийским и Диодором Тарсийским) как исповедника, претерпевшего гонения за веру. Бельгийский сиролог Андре де Аллё отмечает, что несмотря на почитание Нестория в качестве святого, в Церкви Востока не было его особого литургического поминовения.
Христология Церкви Востока характеризуется как строго дифизитская. Важнейшим вопросом христологии является способ единения природ во Христе. Традиционно считается, что в крайней антиохийской христологии, принятой Церковью Востока, слияние человеческой и Божественной природ наименее выражено. В результате на протяжении истории Церковь Востока обвинялась в исповедании «двух Сынов». Богословское понятие о «взаимообщении свойств» (лат. communicatio idiomatum) крайне настороженно было воспринято в Церкви Востока. По мнению российского богослова П. В. Гурьева Феодор Мопсуестийский отрицал взаимообщение свойств, поскольку «соединение» природ противоречило бы «неограниченности Божественного естества». В то же время существовали мнения о том, что идеи Феодора вполне признавали взаимообщение свойств, а поместный собор Церкви Востока 554 года при католикосе Иосифе однозначно анафематствовал учение о «двух Сынах». Различие учения Церкви Востока от халкидонских и миафизитских церквей заключается в отрицании «ипостасного единства». Российский исследователь Н. Н. Селёзнев обращает внимание на различное понимание сирийского термина «кнома» (сир. ܩܢܘܡܐ) в Церкви Востока и греческого термина «ипостась» (др.-греч. ὑπό-στᾰσις) в халкидонском богословии. Соответственно для богословов Церкви Востока признать ипостасное соединение природ означало признать монофизитство. Христологическая концепция Церкви Востока предусматривала, что центром единства во Христе является «лицо» (др.-греч. πρόσωπον), а по мнению Феодора Мопсуестийского соединение природ не означает их смешения и Божество и человечество Христа сохраняют свои отличительные особенности. Традиционная христологическая формула Церкви Востока заявляла об исповедании «Сына Божия, Господа нашего Иисуса Христа, совершенного Бога и совершенного Человека в единстве, две природы, две кномы, в одном лице, одном господстве и одной воле».
Антиохийская сотериология, в отличие от александрийской традиции, особо подчёркивала реализм воплощения и нисхождение Божества до человеческого состояния. Учение о спасении Нарсая (на которое большое влияние оказало богословие Феодора Мопсуестийского) опирается на толкование Священного Писания, принятое в среде арамейского христианства. Ключевой идеей сотериологии Нарсая и Феодора является факт восприятия Богом, который не сопоставим с человеком, человеческого образа. Нарсай, следуя идеям Феодора, заявляет о невозможности существенного соединения Бога и человека. При этом в богословии Церкви Востока отрицалось смешение природ, а также утверждалось особая роль добровольности акта вочеловечения и единая воля во Христе.

### Учение о лицах Троицы
Триадологическое учение Церкви Востока, принятое на соборе 410 года соответствовало Никео-Цареградскому символу веры. Так, католикос-патриарх Тимофей I признавал крещение, совершённое в других церквях, если они исповедовали учение о Троице Первого и Второго Вселенских соборов. Католикос-патриарх Аба I в одном из своих произведений писал: «Троица существует извечно, Она сотворила всё видимое и невидимое. Она [существует] безначально, неизменно, нераздельно в трёх кномах — Отца, Сына, и Святого Духа. Посему Господь наш говорит, что в Нём познаётся вечная Троица».
Богословы Церкви Востока после начала христологических споров V—VI веков продолжали рассматривать свою позицию как противостоящую арианству. Таким образом, в отличие от византийского и латинского богословия, восточно-сирийские авторы не смогли понять чётких различий между триадологической и христологической проблематикой.
В Церкви Востока пневматологическое учение соответствовало традиционному для восточного христианства утверждению об исхождении Святого Духа исключительно от Отца. На «униатском» Диамперском соборе (1599) в Индии, в восточно-сирийских церковных структурах, вступивших в унию с Римско-католической церковью было провозглашено традиционное для Латинской церкви учение об исхождении Святого Духа от Отца и Сына. Также Филиокве было введено в Халдейской католической церкви. Несмотря на следование традиционной католической догматике в вопросе исхождения Святого Духа от Отца и Сына, в ходе литургической реформы 2007 года, с целью делатинизации богослужения, Филиокве было изъято из богослужебной практики Халдейской церкви.

### Мариология

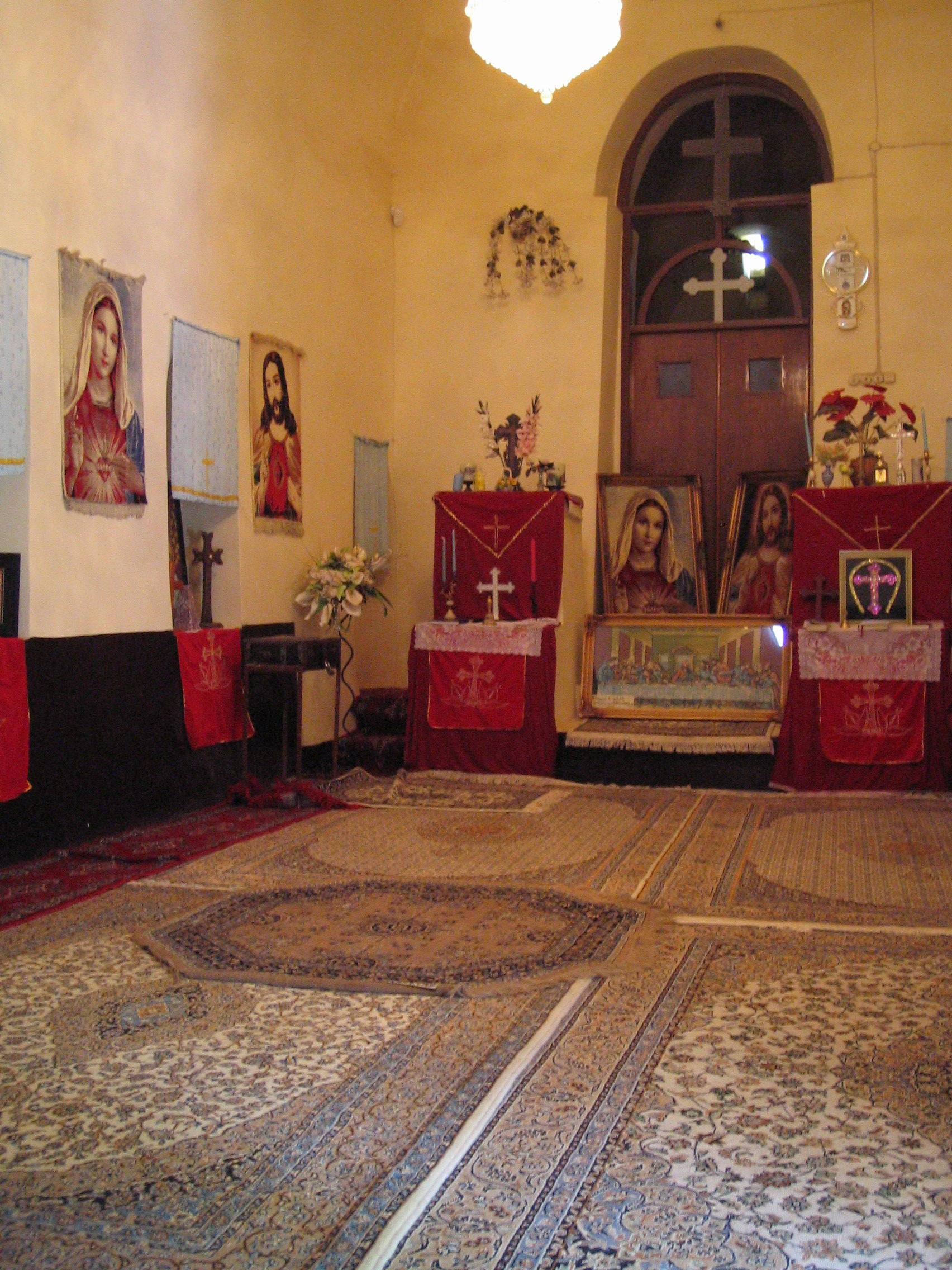
Изображения Иисуса Христа и Девы Марии в древнем храме Ассирийской церкви Востока. Урмия, Иран

Богословские концепции Диодора Тарсийского и Феодора Мопсуестийского предусматривают рождение Логоса от Отца «прежде всех век», а человеческая плоть, ставшая Храмом для Логоса рождается от Девы. Таким образом Дева Мария является «Человекородицей» (др.-греч. ἀνθρωποτόκος), а «Богородицей» (др.-греч. Θεοτόκος) её можно назвать лишь в переносном смысле. Данная богословская система Феодора противостояла еретическому учению Аполлинария о смешении Логоса и человека.
В современной исторической науке ведутся дискуссии по теме отношения Нестория к вопросу об именовании Матери Христа. По мнению русского историка Церкви В. В. Болотова вопрос о корректном именовании Девы Марии был самым трудным для Нестория. В. В. Болотов отмечал, что Несторий призывал называть Деву Марию «Христородицей» (др.-греч. Χριστοτόκος). Именовать Деву Марию исключительно «Богородицей» Несторий считал некорректным с богословской точки зрения. В своём трактате по этому вопросу Несторий писал:

Будем пользоваться более надёжным выражением, а именно — евангельским: [словами] «Христос родился», «Родословие Иисуса Христа» и подобными этим мы исповедуем, что Христос есть Бог и человек, и [что] от них был рождён «Христос по плоти, сущий над всем Бог». Когда вы называете [Марию] Христородицей в единстве, без разделения, вы говорите о том и о другом в сыновстве.
Несторий критически относился к употреблениям терминов «Человекородица» и «Богородица», поскольку данные именования могли получать еретические толкования со стороны ариан, аполлинаристов и монофизитов. В своём послании к Иоанну Антиохийскому Несторий писал:

Мы назвали её Христородицей, ибо это именование очевидным образом явило и то и другое, то есть Бога и человека, в соответствии со словами Евангелия.
В произведениях ранних сирийских богословов (Афраат Персидский, Ефрем Сирин) сирийский аналог термина «Богородица» (yaldāt ’alāhā) не встречается, однако тема Богоматеринства Пресвятой Девы присутствует. Крупнейший богослов Церкви Востока рубежа VI—VII веков Бабай Великий предпочитал именование «Матерь Христа». Однако в историографии нет единого мнения относительно мариологии Бабая Великого, поскольку он единственный из восточно-сирийских богословов употреблял термин «Богородица». Н. Н. Селёзнев утверждает, что для антиохийских богословов, для Бабая и его предшественников было допустимо выражение «Богородица», если данное употребление не предусматривало идею «порождения Божества», чуждую Церкви Востока. А. В. Муравьёв считает, что позиция Бабая может свидетельствовать о пересмотре традиционной терминологии Церкви Востока в период борьбы с халкидонитом Хнаной Адиабенским. В целом мариологические взгляды Бабая в его творениях вполне следуют духу антиохийского богословия (влияние богословия Нестория и Феодора Мопсуестийского), а сам Бабай также употребляет термин «Христородица» (yaldāt mšīh̦ā).

### Сакраментология (учение о священнодействиях)
Средневековый богослов Церкви Востока Юханнан бар Зоби отмечал важность только двух таинств: крещения и евхаристии. Первые упоминания именно о семи таинствах датируются XIV веком и вероятно вызваны влиянием католического богословия. Католикос-патриарх Востока Тимофей II (1318—1332) в одном из неопубликованных произведений называет 7 таинств Церкви Востока: священство, освящение престола, крещение, евхаристия, монашество, погребение и брак. Сирийский канонист XIII—XIV веков Абдишо в качестве таинств перечисляет священство, крещение, миропомазание, евхаристию, освящение закваски, покаяние и крест (или брак и девство).
Евхаристическое богословие и его эволюция в Церкви Востока остаются малоизученными. Отличительной чертой несторианского богословия было отрицание изменения природы хлеба и вина в Тело и Кровь Иисуса Христа в евхаристии. Учение об евхаристии крупнейших богословов Церкви Востока (Нарсай Нисибийский, Бабай Великий) в общих чертах соответствует взглядам Феодора Мопсуестийского и Нестория. Бабай считает, что хлеб не пресуществляется и является образом тела Христа. Однако в сочинениях Бабая есть фрагменты, указывающие на отход от традиционно несторианской точки зрения на евхаристию: «евхаристия совершается в воспоминание смерти Христа, Тело Которого во время литургии таинственно закалается во оставление наших грехов». В сочинениях более поздних богословов Церкви Востока эксплицитно говорится и об изменении природы хлеба и вина. Хорепископ Ассирийской церкви Востока Майкл Дж. Д. Бёрни отмечает, что богословие Церкви Востока не использовало термин пресуществление (лат. transsubstantiatio), но со ссылкой на труды Нарсая и Бабая Великого утверждает, что «хлеб — это и есть Тело нашего Господа, а вино — Его Кровь». Таким образом, учение о реальном присутствии Христа в Святых Дарах утвердилось в Церкви Востока, отвергнув несторианское богословие евхаристии. Немецкий исследователь Вильгельм де Врис утверждает, что учение о реальном присутствии Тела и Крови Христа в Святых Дарах, в Персидской церкви утвердилось ещё до Нестория. В ходе богословского диалога с Католической церковью, в 2001 году было издано «Руководство по допущению к евхаристии между Халдейской католической церковью и Ассирийской церковью Востока» в котором утверждалось: «Ассирийская церковь Востока сохранила полную евхаристическую веру в присутствие нашего Господа под видом хлеба и вина».

## Внутреннее устройство

### Принципы управления
Существуют различные точки зрения на то, была ли изначально Церковь Востока независима: согласно одной из них, католикосы Селевкии были абсолютно независимы, согласно другим они подчинялись либо епископам Антиохии либо Эдессы. Традиционная западная историография датировала основание Церкви Востока Эфесским собором 431 года вследствие «несторианского раскола». Восточная, напротив, утверждает, что к 431 году Церковь Востока уже давно существовала как отдельная организация, и что имя Нестория к VII веку не упоминается ни в одном акте церковных соборов. Согласно восточному церковному преданию, независимая иерархия Церкви сложилась в течение IV века и достигла своей полноценной иерархической идентичности с образованием официально признанной христианской церкви в Сасанидской империи шахом Йездегердом I в 410 году. Ключевые вехи апостольского преемства, однако, с исторической точки зрения достаточно спорны.
Также, как и другие церкви, Церковь Востока имела епископское управление: каждая епархия возглавлялась епископом и состояла из нескольких отдельных приходских общин, которые контролировали священники. Епархии были организованы в митрополии под властью митрополичьего епископа. Должность митрополита имела дополнительные обязанности и полномочия при избрании епископов. Никаких документов относительно избрания епископов ранее 410 года не сохранилось. Для более позднего периода можно использовать данные «Восточного синодика», составленного при патриархе Тимофее I и пересмотренного при архиепископе Илие Нисибисском (ум. 1049). Согласно древнейшему свидетельству в «Синодике», на соборе в Селевкии-Ктесифоне в 410 году был принят канон, по которому все иерархи Церкви Востока должны были подчиняться епископу Селевкии-Ктесифона, который в актах собора упоминался как Большой или Великий митрополит, и которого вскоре после этого стали называть католикосом Востока. Позже использовался титул католикос-патриарх. Принципы церковной организации были уточнены в 544 году патриархом Абой I. Было установлено, что для выборов католикоса-патриарха должны собраться четыре митрополита патриаршей провинции, каждый в сопровождении трёх епископов. При Ишоябе I иерархия Церкви Востока получила богословское истолкование, уподобившись небесам, с символизирующим апостолов Петра и Павла патриархом во главе.

### Диоцезы
В отличие от Римской империи, границы церковных провинций Церкви Востока не всегда совпадали с административными границами государства Сасанидов. Достоверной информации о структуре церковной организации в ранний период не сохранилось. Данные, собранные в XVIII веке Иосифом Ассемани и Мишелем Лекьеном сложно интерпретировать из-за разнобоя в географических наименованиях. Более поздние авторы списков диоцезов (J. Wiltsch, Карл Захау, Бересфорд Кидд) не имеют общей позиции даже относительно числа митрополий. На протяжении большей части своей истории Церковь имела около шести внутренних митрополий. На соборе 410 года они были перечислены в иерархическом порядке: Селевкия-Ктесифон (центральный Ирак), Бет-Лапат (западный Иран), Нисибис (на границе между Турцией и Ираком), Майшан (Басра, южный Ирак), Арбиль (Эрбиль, северный Ирак), и Карха де Бет-Слох (Киркук, северо-восток Ирака). Кроме того, росло число внешних митрополий, расположенных за пределами Сасанидской империи. В 554 году епископ Кашкара получил особый статус и полномочия организовывать избрание нового патриарха.
К X веку церковь имела от 20 до 30 митрополий. По данным историка Джона Фостера, в IX веке в Церкви Востока насчитывалось 25 митрополитов, в том числе в Китае и Индии. Китайские провинции были утрачены в XI веке, а в последующие века другие внешние митрополии также пришли в упадок. Однако в XIII веке, во времена Монгольской империи, в церкви появились две новые митрополии в Северном Китае. Исследователь Дэвид Уилмшерст в своей работе о структуре Церкви Востока, приводит данные о существовании следующих диоцезов в период с начала XIV века (с 1318 года) по начало XX века (до 1913 года):
- В «западных» регионах: диоцез Нисибиса[223], диоцез Майперката и Амида[224], епархии Сиро-Персидской церкви в Египте, Сирии (митрополия Дамаска, епархия Алеппо и др.), Палестине (епархия Иерусалима), Киликии и на Кипре (в 1445 году кипрский митрополит Тимофей заключил унию с Католической церковью)[225][226], диоцез Мардина[227], диоцез Хесна д’Кифа[228], диоцез Атель и Бохтан[229], диоцез Сиирта[230], диоцез Газарта[231], диоцез Заху[232].
- В регионах Месопотамии и Курдистана: диоцез Амадии[233], диоцез Бервари[англ.][234], диоцез Акры[235], диоцез Эрбиля[236], диоцез Киркука[237], диоцез Сены[238], диоцез Мосула[239].
- В районе Хаккяри и Урмии: диоцез Шемсдина[240], диоцез Джилу[англ.][241], диоцез Гавара[242], диоцез Сельмаса[243], диоцез Анзеля[244], диоцез Ардишаи[англ.][245].

### Духовенство и монашество

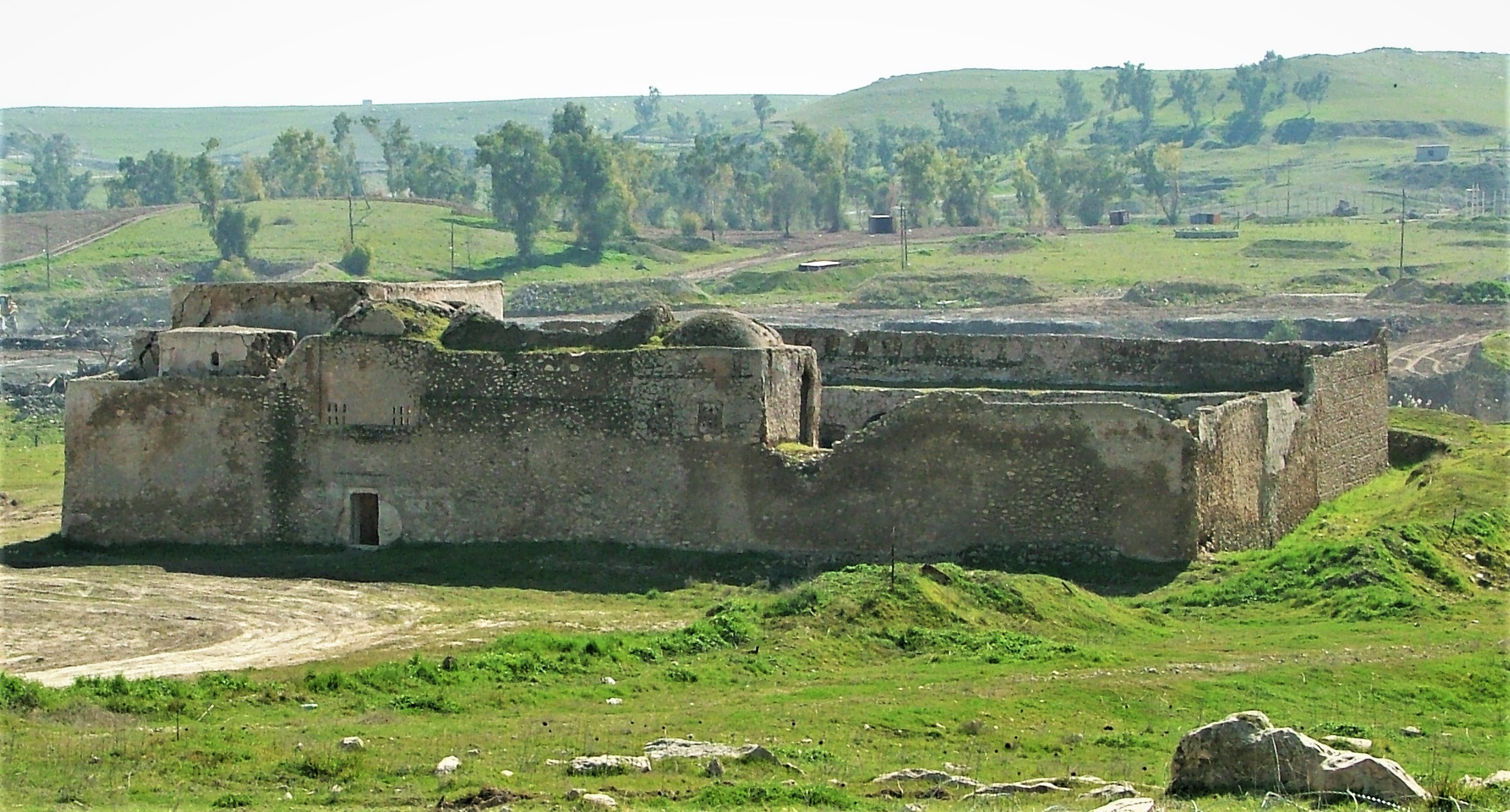
Руины монастыря святого Илии, полностью разрушенного ИГИЛ в 2014 году. Фото 2005 года

Церковь Востока имела, как и другие церкви, посвящённое духовенство в трёх традиционных степенях: епископов, священников (или пресвитеров) и диаконов. Относительно безбрачия позиция церкви неоднократно менялась. В ранней церкви оно существовало, затем на Бет-Лапатском соборе (484) было отменено, в следующем году восстановлено, а затем в 486 году вновь отменено. Католикосы Мар Бабай и его преемник Мар Шила (503—523) были женаты, и их желание передать патриарший престол по наследству привело к длившемуся несколько десятилетий расколу. Более того, Бабай позволил не только жениться епископам и священникам, но и разрешил вступление в повторный брак в случае смерти жены. Безбрачие епископата было восстановлено в VI веке при патриархах Абе I и Иосифе. Повторно целибат епископата и монашества был подтверждён Тимофеем I, при этом священники и диаконы могли вступать в брак и после рукоположения.
Первые упоминания об отшельниках встречаются у Афраата и Ефрема Сирина, а термины «монастырь» и «настоятель» появляются в конце IV века. В первых общинах занимались молитвой, милостыней и приветствовалось целомудрие. Французский историк Жан Морис Фие классифицирует раннее монашество Церкви Востока на четыре группы: первая — монастыри в Римской Сирии, вторая — монастыри, основанные учениками Мар Авгена, прибывшими из Египта, третья — святилища, мученические места, гробницы и четвёртая — «древние» монастыри Нардоса, Зараджа и др. В V веке, возможно под влиянием персидского зороастризма, митрополит Бар Саума начал кампанию против аскетических традиций. При Ишоябе I, Сабришо I (596—604) монашество было полностью интегрировано в церковь. В VII веке Бабай Великий, который был настоятелем Великого монастыря на горе Изла и основателем монастыря в Бет-Завдайе, возглавил движение восстановления аскетических традиций в монастырях, что привело к новому направлению развития монашеской жизни.
Арабское завоевание способствовало упадку монастырей Церкви Востока, с IX века число монастырей значительно сократилось. Сокращение епархий и общий упадок церковной жизни отразился и на монастырях. К началу XVII века в Месопотамии существовало всего около 30 монастырей с небольшим количеством монахов.

## Богослужение

### Основные особенности
В соответствии с 13-м каноном собора в Селевкии-Ктесифоне 410 года, в Церкви Востока было принято решение совершать богослужения по «западному обряду», принесённому в Месопотамию из Антиохии. Однако имеются сведения, что с середины VII века богослужение имело свои характерные особенности. Постепенное отчуждение от византийской церкви начавшееся после Третьего Вселенского собора достигло своего пика в период арабского завоевания. При католикосе-патриархе Ишоябе III (649—660) была проведена систематизация богослужения. Согласно церковному преданию, Ишояб был автором воскресного антифонария и определил три основные литургические анафоры, а также был автором догматических трактатов, проповедей, заупокойных молитв и назиданий. Католикос-патриарх Тимофей I (780—823) после христологических споров с сиро-яковитами ввёл в богослужебную практику чтение молитвы «Отче наш» в начале и в конце всех служб.
Значительное число молитв и гимнов составил в XII веке патриарх Илия III Абу Халим (1176—1190); молитвослов, выпущенный под его редакцией, стал весьма широко использоваться в Церкви Востока. Гимнографические тексты были также пополнены иерархами Церкви в XIII веке и католикосом-патриархом Ябаллахой II (1190—1222). C XIII века начинается процесс латинизации богослужения, под влиянием католических миссионеров. Наиболее серьёзной латинизации подверглась индийская Церковь Востока, в которой после униатского раскола фактически появился новый, т. н. сиро-малабарский обряд. Иконопочитание в Церкви Востока не получило распространения. Также отличительной особенностью Церкви Востока (наряду с Армянской церковью) являлось наличие особого обряда благодарственного жертвоприношения.
В Церкви Востока не было установленного единообразного процесса канонизации святых. Месяцеслов Церкви Востока был сформирован при патриархе Ишоябе III в 650-х годах, в который в Средние века были добавлены имена нескольких епископов и основателей монастырей. Наряду с библейскими святыми (Иоанном Крестителем, пророками и апостолами) в Церкви Востока особо почитались Аддай, Марий, Иаков Низибийский, Мар Авген, Раббан Ормизд, «греческие учители» (Диодор Тарсийский, Феодор Мопсуестийский и Несторий) и «сирийские учители» (Ефрем Сирин, Нарсай, Бар Саума и другие). Также широкое распространение в восточно-сирийской церкви получило почитание мучеников, а в первую пятницу после Пасхи поминались исповедники, пострадавшие в годы правления шаха Шапура II (309—379). В начале XVI века список почитаемых святых был пересмотрен патриархами, вступившими в унию с Католической церковью, а халдейский патриарх Иосиф II (1696—1713) окончательно латинизировал месяцеслов, включив в него святых, почитаемых в других христианских церквях. Особенностью, общей для сирийских церквей, является почитание сельскохозяйственных аспектов Девы Марии, как покровительницы зерна (15 января) и колосьев (15 мая).

### Литургический год
В современных церквях, практикующих восточно-сирийский обряд, литургический год разделён на 9 периодов длительностью в несколько недель. Согласно источникам IX века началом литургического года был период Моисея. Период Благовещения (Sūbarā; сир. ܩܘܒܬܐ), состоял из 6 недель. Его основными темами являлись Благовещение, пророчества (в том числе ветхозаветные) о пришествии Христа и Рождество Христово. Период Богоявления (Denhāʾ; сир. ܕܦܛܐ) составлял 7-8 недель в зависимости от даты Пасхи. Каждую пятницу этого периода совершается память святых. Перед Великим постом в седьмую пятницу совершается память всех усопших. Также в этот период совершается так называемый пост ниневитян (в честь покаяния ниневитян после проповеди пророка Ионы), который по преданию был установлен во время эпидемии чумы в патриаршество католикоса Иезекииля (570—581). Период Великого поста (Ṣawmā Rabbā; сир. ܪܒܐ ܨܘܣܐ) продолжался 7 недель и служил для подготовки верующих к празднику Пасхи. Пасхальный период (Q῾yamtǎʾ; сир. ܐܰܩܞܤ) состоял из 7 недель и продолжался до праздника Вознесения. Период апостолов (Šlīhēʾ; сир. ܭܡ̈ܛܐ) продолжался также 7 недель и основными его темами были сошествие Святого Духа на апостолов и распространение Благой вести, чин литургии на Пятидесятницу был заимствован из сиро-яковитской традиции при католикосе Илии I (1028—1049), а совершение памяти апостолов Петра и Павла (29 июня) пришло из Византии. Период лета (Qaytā; сир. ܩܞܞܐ) продолжался 7 недель и включал в себя праздники памяти 12 апостолов и отцов Первого Вселенского Собора. Периоды Илии (Elijāʾ-Slībāʾ; сир. ܐܠܞܐ–ܨܠܞܒܐ) и Моисея (Mūšhēʾ; сир. ܣܘܭܐ) продолжались соответственно 7 и 4 недели. Период Илии включал в себя праздник Креста и память пророка Илии. Завершался годовой цикл периодом обновления храма (Quddašh ʾEdtāʾ; сир. ܥܕܬܐ ܩܘܕܫ), который продолжался 4 недели. На практике литургический год Церкви Востока состоял из более продолжительных периодов (от 6 до 8 недель) и более кратких периодов (продолжительностью от 1 до 4 недель).
В Церкви Востока было принято соблюдать пост в среду и пятницу, а также следующие многодневные посты: Рождественский пост (25 дней; в IX веке епископ Басры Гавриил называет этот период «постом Моисея»), Великий пост (50 дней) перед праздником Пасхи, пост ниневитян (3 дня), пост в честь Владычицы Марии (с 1 по 15 августа). Также в практике Церкви Востока существовали другие короткие посты (1—3 дня): пост Мар Зайи (после 2-го воскресенья после Рождества), пост дев (после 1-го воскресенья после Богоявления), которые перестали соблюдаться в более позднее время.

### Суточный круг богослужения
Суточный круг богослужения в Церкви Востока оформился к IX веку и включал в себя утреннюю, ночную и вечернюю службы. Его основу составляло чтение Псалтири (21 кафизма и 60 антифонов). Порядок служб и чтение Псалтири зависело от чётной или нечётной недели. Согласно церковному Преданию, данную практику ввёл патриарх Шимун бар Саббай. Характерной особенностью богослужения являлось минимальное влияние монашеской традиции и связь с иерусалимской литургической традицией. В воскресные и праздничные дни, в дни памяти святых (в том числе в дни памяти Владычицы Марии) совершалось продолжительное бдение, дни памяти мучеников приходились на пятницу.
Служба начиналась с Великого славословия (хотя эта практика введена достаточно поздно и упоминается в источниках только с XV века), молитвы «Отче наш» и тайной молитвы священника. На вечерней службе читали псалмы, далее следовала священническая молитва, особый тропарь и гимн «Тебе Господи». Далее исполнялся псалом (изменяемый), тропарь и читались отдельные псалмы (140, 141, отдельные стихи 118 и 116 псалмов). Завершалась вечерняя служба ектеньей диакона, Трисвятым и главопреклонной молитвы с благословением священника.
Утренняя и ночная службы на практике объединялись. Ночная служба начиналась с молитв и продолжалась чтением Псалтири (в праздники обычно читалось 3 кафизмы, в будние дни до 7 кафизм), далее следовали седальны с гимнами или воскресными песнопениями, зависящими от времени года. Завершала ночную службу ектения и молитвой священника. В более поздний период, в воскресные и праздничные дни между седаленами и кафизмами вставлялись: молитва священника и особое песнопение (состоящее из гомилий Нарсая и псалмов). Утренняя служба начиналась с чтения 92, 99, 90, 103, 112, 116 и 148, 150 псалмов (только по будням). Отсутствие 62-го псалма, характерного для других христианских литургических традиций объясняется различием между Пешиттой и Септуагинтой. Затем многократно исполнялся гимн «Тебе Господи», а в праздничные дни исполнялись ещё 2 гимна (их авторство приписывается Ефрему Сирину и Нарсаю Нисибийскому) и песнь вавилонских отроков. Далее следовали Великое славословие и Трисвятое, «Отче наш» и сразу же главопреклонная молитва.
Служба 1-го часа в поздней литургической практике Церкви Востока отсутствовала. В древних источниках 3-й и 6-й часы именовались под одним названием и совершались последовательно во время Великого поста и отдельно на Страстной седмице. Малые часы состояли из кафизмы, прокимна и гимна, повечерие состояло из первой кафизмы, тропаря, гимна и ектении.

### Литургия

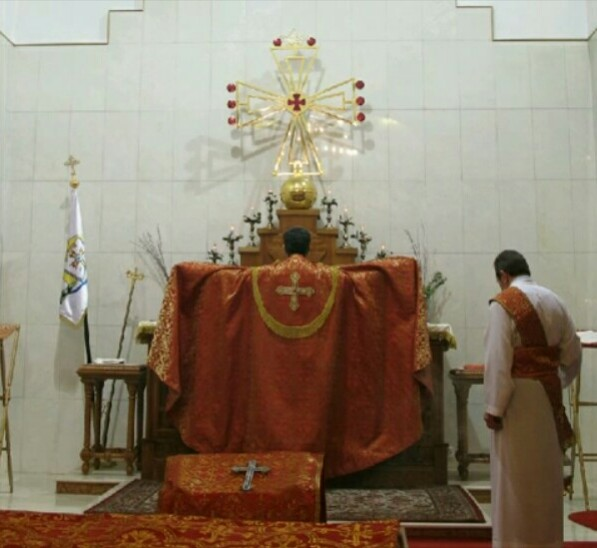
Современная литургия восточно-сирийского обряда

Наиболее древний чин литургии Церкви Востока встречается в 17-й гомилии «Раскрытие тайн» Нарсая. Современными исследователями подтверждена подлинность данного произведения, однако отмечается наличие более поздних вставок (упоминание о чтении «Отче наш» в конце службы). Также ценными источниками о литургии Церкви Востока являются толкования средневековых богословов. Чин литургии в Церкви Востока состоял из трёх частей: литургия слова (движение от алтаря к центру храма — символ Боговоплощения), литургия освящения (движение от центра храма к алтарю — символ Искупления) и евхаристия (движение от алтаря к амвону — символ стремления в Царство Небесное).
В Церкви Востока для совершения литургии использовались три анафоры: Аддая и Мари, Феодора Мопсуестийского и Нестория. Основной анафорой для литургии являлась служба Аддая и Мари, которая является одним из древнейших литургических текстов, составленным, возможно, в III веке. На древность данной службы косвенно указывает отсутствие «установительных слов» и ссылок на Новый Завет. Вторая анафора приписывается Феодору Мопсуестийскому, отличается обилием семитизмов и использованием мыслей из трудов данного богослова. Третья анафора, в соответствии с церковным преданием, приписывается Несторию (современные исследователи оспаривают данную точку зрения) и использовалась на праздники Богоявления, Иоанна Крестителя, в среду поста ниневитян, «греческих учителей» и в Великий четверг. После заключения унии с Католической церковью, первый униатский патриарх Шимун VIII Сулака исключил имя Нестория из богослужебных книг.
Непосредственно евхаристия начиналась с молитвы перед преломлением хлеба на две части и погружением одной части в Чашу. После ектении и чтении молитвы «Отче наш», как правило, происходило причащение священнослужителей. Чин общего покаяния совершался непосредственно перед причастием мирян. По традиции Тело и Кровь подавались с разных частей амвона.

### Таинства

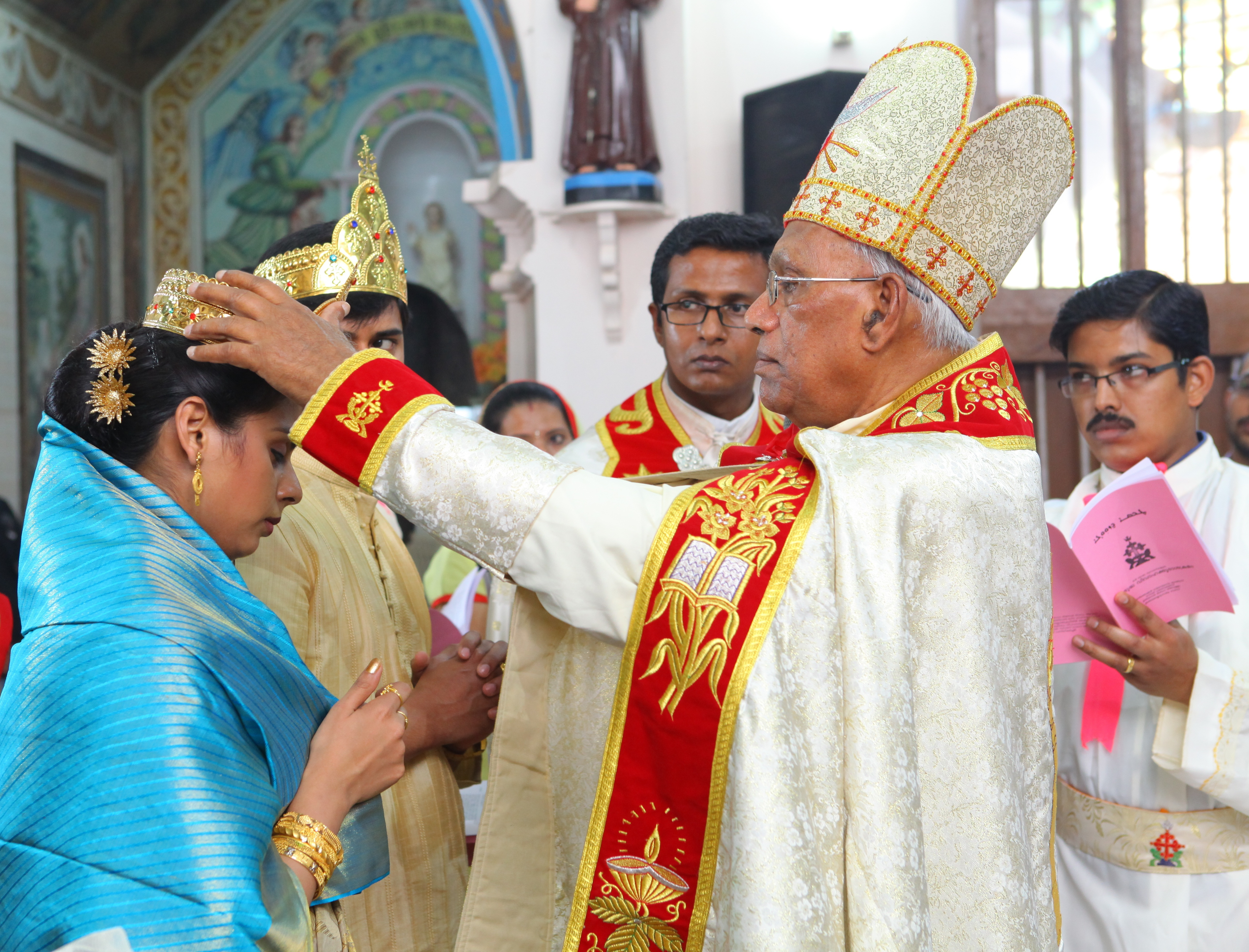
Таинство брака в Сиро-малабарской церкви: в восточнокатолических церквях восточно-сирийского обряда в отличие от практики единой Церкви Востока, на венчании принято читать новозаветные тексты (и)

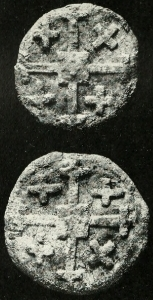
Евхаристический хлеб с добавлением святой закваски

Богослужение таинств Церкви Востока основано на богословии антиохийской школы, в особенности на богословии Феодора Мопсуестийского. Вопрос о количестве таинств на протяжении всей истории Церкви Востока является дискуссионным. В современной Ассирийской церкви Востока в 2001 году были признаны семь таинств. Некоторые средневековые авторы в Церкви Востока отмечают важность только двух таинств: крещения и евхаристии. Первые упоминания именно о семи таинствах датируются XIV веком и вероятны вызваны влиянием католического богословия. Католикос-патриарх Востока Тимофей II (1318—1332) в одном из неопубликованных произведений называет 7 таинств Церкви Востока: священство, освящение престола, крещение, евхаристия, монашество, погребение и брак. Сирийский канонист XIII—XIV веков Абдишо в качестве таинств перечисляет священство, крещение, миропомазание, евхаристию, освящение закваски, покаяние и крест (или брак и девство). После заключения унии с Католической церковью, первый униатский патриарх Шимун VIII Сулака ввёл в церковную практику ранее отсутствовавшие таинства покаяния, елеосвящения и миропомазания.
В ранней Церкви Востока было распространено крещение без миропомазания, но с обязательным причащением для завершения таинства. С VII века в патриаршество католикоса Ишояба III (649—660) сформировался чин крещения, распространившийся в Церкви Востока в последующее время. С этого времени также началась практика крещения младенцев, а подготовка к таинству была отменена. Отличительной особенностью священства в ранней Церкви Востока является женатый епископат. Разрешение епископам вступать в брак было принято на Бет-Лапатском соборе 484 года. Однако в последующее время в Церкви утвердилась традиция посвящать в епископы давших обет безбрачия. Наиболее ранний текст (1496 года) с текстами хиротонии включал молитвы посвящения в чтеца, иподиакона, диакона и пресвитера. Также имеются и более поздние письменные памятники с чинами хиротоний епископа, митрополита, патриарха, архидиакона, шарара (ответственный за совершение служб суточного круга), хорепископа и диакониссы.
Особенностью таинства брака являлось минимальное влияние византийской традиции на данную практику Церкви Востока. С V века участие священника в обряде бракосочетания становится обязательным. В 17-й гомилии Нарсая Нисибийского упоминается участие клирика в бракосочетании: «без священника женщина не может выйти замуж, без него свадьба не может состояться». Католикос-патриарх Тимофей I (782—823) описывал детали брачного обряда (торжественность, наличие креста и присутствие священника) и запретил расторжение брака. В более позднее время в Церкви Востока утвердился чин бракосочетания из семи частей, в который входили молитвы над чашей, благословение колец, возложение венцов. В Церкви Востока таинство покаяния имело характерную связь с таинством евхаристии. Во время литургии совершался чин общего покаяния мирян непосредственно перед причащением Святых Даров. В ранней Церкви священнослужитель во время чина общего покаяния также возлагал руки на верующих, а в Великую субботу происходило помазывание крещальным елеем. Практика тайной исповеди перед причастием была введена только в униатских церковных структурах после раскола XVI века.
Характерной особенностью литургической практики Церкви Востока являлось добавление святой закваски (сир. ܡܲܠܟܵܐ) в евхаристический хлеб перед выпеканием просфоры. Согласно церковному преданию, святая закваска была передана Иисусом Христом апостолу Фоме, а затем Аддаю и Марию, которые завещали епископам Месопотамии добавлять закваску в евхаристический хлеб при совершении таинства. Святая закваска представляла собой смесь пшеничной муки, соли, оливкового масла с добавлением небольшого количества воды. Впервые в письменных источниках, святую закваску упоминает католикос-патриарх Юханнан IV бар Абгар (900—905), а особое место в сакраментальной жизни Церкви Востока ей уделял канонист Абдишо в своей книге «Жемчужина». При этом католикос Тимофей I (782—823) в своих сочинениях отвергал апостольское происхождение данной практики и не включал её в число таинств Церкви. В Церкви Востока также особо почиталось изображение креста. Согласно учению сирийских богословов (в частности Ефрема Сирина) сила Божия вселяется в любое материальное изображение креста и пребывает в нём. Поклоны, простирание перед крестом являлись важной частью богослужебной практики Церкви Востока. При этом изображать распятие было запрещено.

## Межрелигиозные отношения

### Отношения с христианскими церквями

#### Отношения с Католической церковью

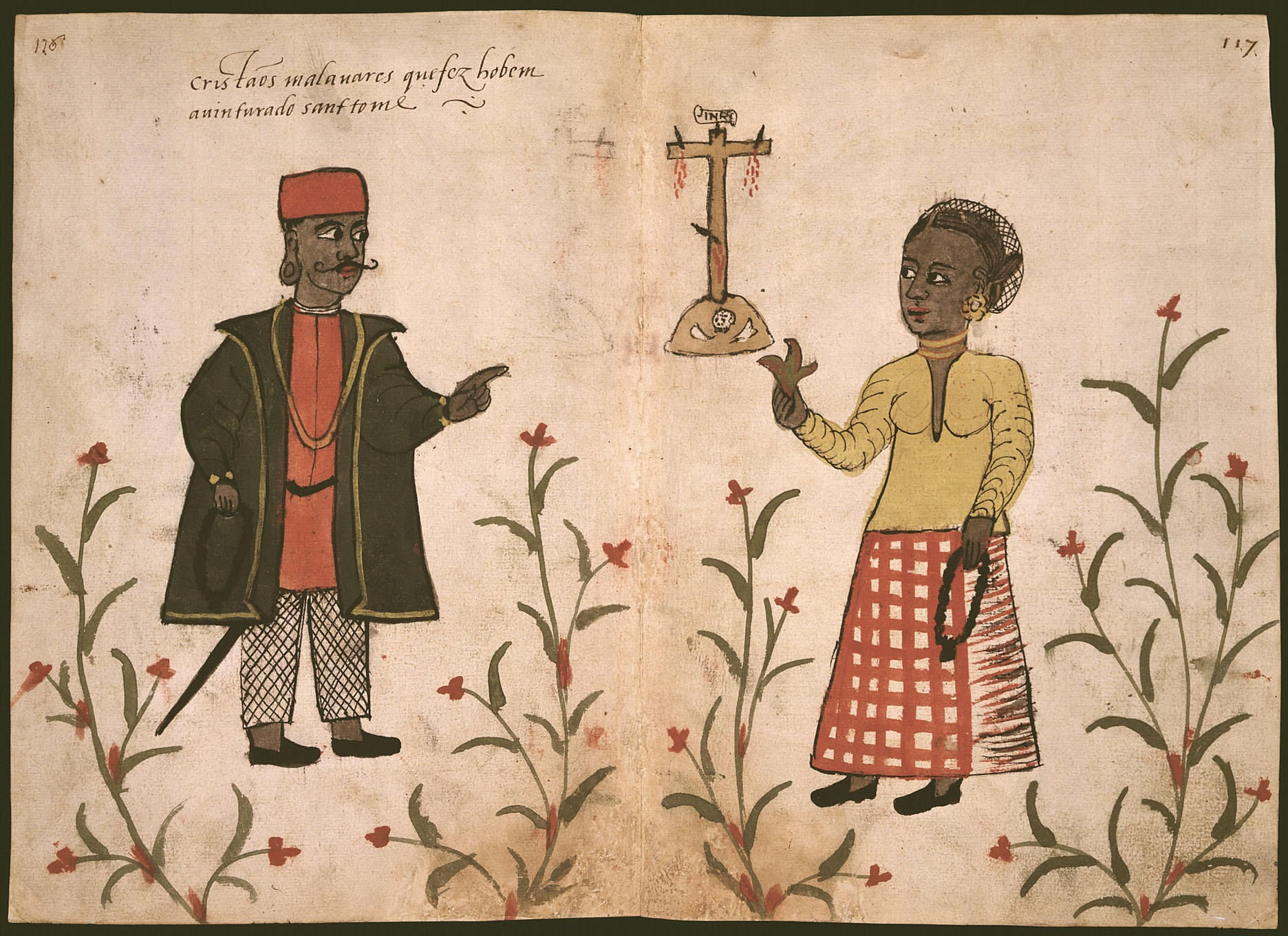
Малабарские христиане Церкви Востока в Индии, португальский рисунок XVI века

Первые контакты Церкви Востока с римо-католиками произошли во время крестовых походов, а с XIII века в местах присутствия Церкви Востока началась проповедь католических миссионеров. В патриаршество Мар Ябалахи III (1281—1318), монах Церкви Востока и посол хана Раббан Саума предпринял «экуменическое» путешествие на Запад, в ходе которого посетил Рим, где встречался с кардиналами и папой римским Николаем IV (1288—1292). Согласно средневековому источнику, в ходе визита в Рим Раббан Саума вёл богословские собеседования, служил литургию Аддая и Мария и принял причастие от папы на Вербное воскресенье 1288 года. В конце XIII века началось, а в период патриаршества Тимофея II усилилось, проникновение Католической церкви на традиционную территорию Церкви Востока. В 1291 году началась миссия францисканца Джованни Монтекорвино в Китае, назначенного архиепископом Пекина. Такие эпизоды, как переход в начале XIV века онгутского вождя Горгуза (Георгия) (ум. 1298) перед смертью из «несторианства» в католичество, способствовали усилению напряжённости между Церковью и католическими миссионерами. В 1318 году папа Иоанн XXII основал церковную провинцию в Азии с центром в столице государства Хулагуидов Сольтание. В последний день работы Ферраро-Флорентийского собора 7 августа 1445 года была принята булла папы Евгения IV «Benedictus sit Deus» об объединении с несторианами Кипра.
Первые попытки объединения Римско-католической церкви с Церковью Востока начались в XIII веке католическими миссионерами. В XVI веке, после раскола 1552 года в Церкви Востока значительная часть верующих восточно-сирийской церкви перешли в унию с Римско-католической церковью. Преемник первого униатского патриарха Шимуна VIII Сулаки, Мар Абдишо IV в 1562 году, в послании папе Пию IV перечисляет перечень епархий в Месопотамии, Персии и Индии, признающих власть Святого Престола. В XVIII веке в Персии миссионеры из орденов иезуитов, кармелитов и капуцинов продолжали заниматься прозелитизмом среди верующих Церкви Востока, не вошедших в униатские церковные структуры.
Деятельность католических миссионеров в Индии привела к унии части верующих Церкви Востока с Римом и образованию Сиро-малабарской католической церкви. С XII века географически удалённая Малабарская церковь начала переживать кризис и распад иерархических структур. В XVI веке в Индию прибыли португальцы. Сначала португальские миссионеры приняли «несторианский» характер местной церкви, но к концу века они решили активно привести христиан Святого Фомы к полному общению с Римом и к латинскому обряду. Они установили португальских епископов над местными кафедрами и внесли литургические изменения в соответствии с латинской практикой. Расколы Церкви Востока привели к конфликтам различных линий патриархов за контроль над церковью Индии. В то же время, необходимость дожидаться каждый раз прибытия нового епископа из Месопотамии дезорганизовывали функционирование церкви. В 1599 году Диамперский собор во главе с архиепископом Гоа Алежу де Менезешем провозгласил унию между несторианской Малабарской и Римско-католической церквами. На соборе было объявлено об отречении от «несторианских заблуждений» и латинизации литургии. Насильственные действия португальцев привели к росту недовольства среди христиан Святого Фомы. Возникла угроза церковного раскола. Действия латинских иерархов привели к тому, что в 1653 году группа местных христиан поклялись у поклонного креста в Маттанчери никогда не покоряться Ватикану и порвали с Католической церковью, вступив в общение с Сиро-яковитской церковью. В 1661 году папа Александр VII направил делегацию кармелитов во главе с халдейскими католиками, чтобы восстановить восточно-сирийские обряды под восточно-католической иерархией. К следующему году большинство общин (72 %) вернулись в общение со Святым Престолом, образовав Сиро-малабарскую католическую церковь. Также часть индийских общин Церкви Востока перешла в «монофизитсткую» Сиро-яковитскую церковь. В начале XVIII века представитель католикоса-патриарха Церкви Востока Илии X (XI) митрополит Азербайджанский Гавриил вернул в лоно «несторианской» церкви 42 католических прихода. Однако после смерти Гавриила в 1730 году эти приходы перешли в яковитскую церковь.

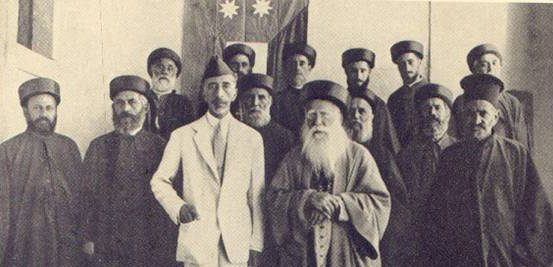
Король Ирака Фейсал I с патриархом Мар Юсефом VI Эммануилом II Томасом и епископами Халдейской католической церкви

В период упадка Османской империи активизировалась деятельность католических орденов. Наиболее активно в Месопотамии действовали доминиканцы (из Испании, Италии и Франции), а в Персии прозелитизмом занимались лазаристы. В 1748 году папа Бенедикт XIV призвал начать возвращение в Римскую церковь «несториан» и яковитов. Миссионерская деятельность доминиканцев в Мосуле во многом способствовала образованию в 1830 году восточнокатолической Халдейской церкви. В 1835 году территории традиционной Церкви Востока и Халдейской церкви практически не пересекались. Иоханн VIII Гормизд, вступивший в общение с Римом в 1830 году контролировал район Мосула (на тот момент резиденция халдейского патриарха) к северу до предгорий Курдистана, включая Диярбакыр и Сиирт, а также епархию Сельмаса в Персии. «Несторианский» патриарх традиционной церкви Шимун XVII, располагавшийся в Кочанисе, контролировал горы Хаккяри, районы Гавара и Шемсдина, а также район Урмии в Персии. Англиканский миссионер Джордж Перси Бэйджер к 1850 году оценивал количество верующих Халдейской католической церкви в 20 000 человек. Во многом благодаря поддержке доминиканской миссии в конце XIX века произошёл рост Халдейской церкви (в 1882 году в Мосуле открыта халдейская семинария, а также более 50 приходских школ для детей), в которой к 1889 году были образованы семь епархий (Мосула, Киркука, Акры, Заху, Амадии, Сеерта и Диярбакыра). Исследователь Дэвид Уилмшерст приводит данные о 177 храмах, 248 священнослужителях и 78 790 верующих Халдейской католической церкви в 1896 году. Несмотря на активность доминиканской миссии и создании церковной иерархии униатской Халдейской церкви, восстановить общение со всеми верующими Церкви Востока католическим миссионерам не удалось.
Современный этап отношений с Римско-католической церковью связан с деятельностью патриарха Дынха IV. Его первая встреча с папой Иоанном Павлом II произошла по случаю инаугурации последнего в 1978 году. В 1984 году Мар Дынха совершил официальный визит в Рим, где два духовных лидера инициировали процесс богословского диалога. В следующие 10 лет между папой и патриархом состоялось пять неформальных встреч, увенчавшихся подписанием Совместной христологической декларации 11 ноября 1994 года. Подписание декларации дало начало работе работы над выработкой совместной сакраментологической позиции. Официальный процесс был поддержан австрийским фондом Pro Oriente, организовавшим ряд встреч с представителями различных ветвей Церкви Востока. Также фонд Pro Oriente в 1996 году способствовал началу диалога ассирийцев с Сиро-яковитской церковью. Совместная декларация также стала основой для начала диалога между Ассирийской и Халдейской церквями, начатого в 1996 году решением Мар Дынха и халдейского патриарха Рафаэля I Бидавида (1989—2003). В 2015 году патриарх Халдейской католической церкви Луис Рафаэль I Сако обратился к Ассирийской церкви Востока и отколовшейся от неё Древней Ассирийской церкви Востока с призывом об объединении и воссоздании единой Церкви Востока под властью папы. Ассирийская церковь Востока отказалась от этого предложения и данная инициатива не была реализована.

#### Отношения с Православными церквями

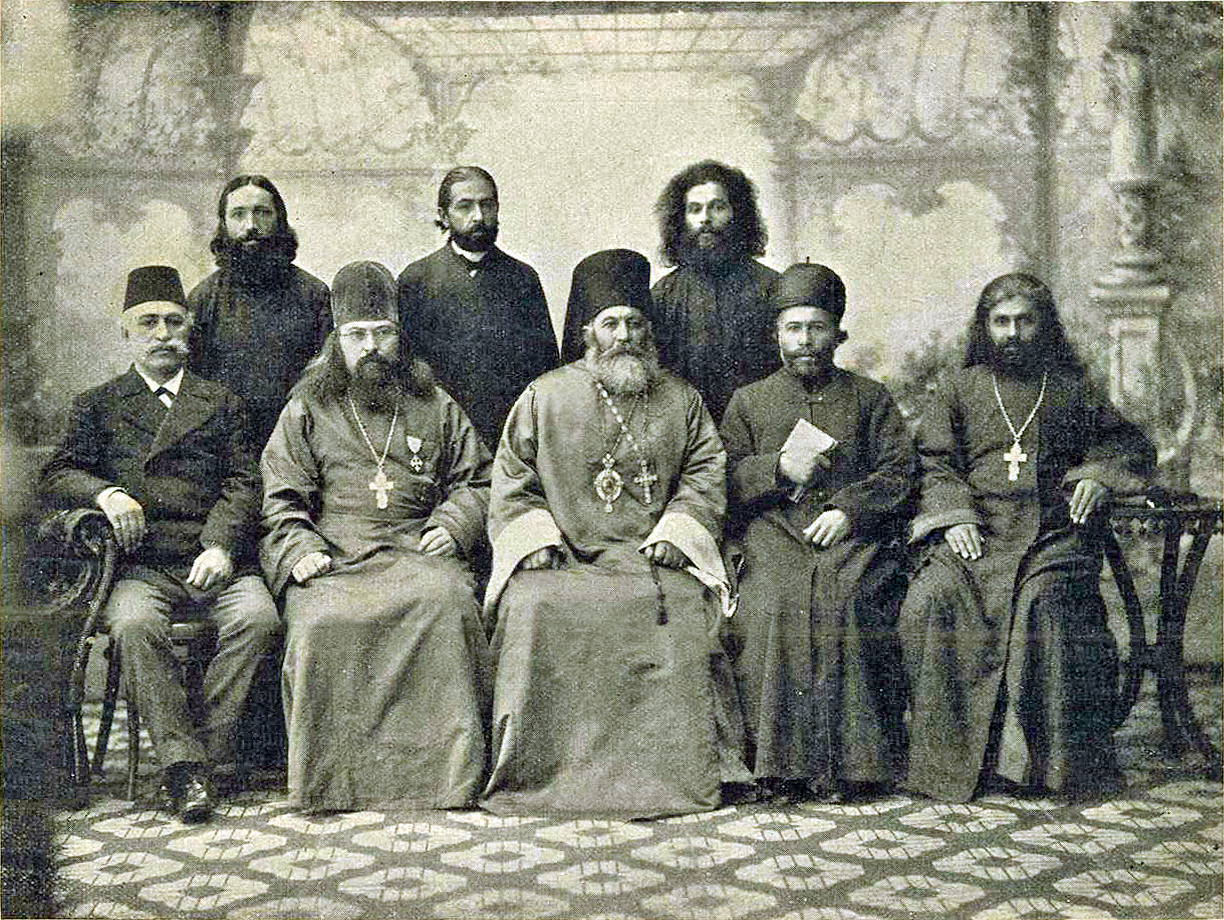
Митрополит Мар Иона со священниками Церкви Востока после присоединения к православию. 25 марта 1898 года

Осуждение на Третьем и Пятом Вселенских соборах «греческих учителей», почитаемых в Церкви Востока, вызвало сугубо отрицательную реакцию в восточно-сирийской церкви. Попытка примирения между византийской церковью и Церковью Востока была предпринята императором Юстинианом I после заключения мирного договора (532) между Византией и Ираном. В 562—563 годах император Византии пригласил группу епископов Персидской церкви в Константинополь для обсуждения вероучительных вопросов. На богословских собеседованиях с византийцами, восточно-сирийские иерархи отстаивали христологическую формулу «две природы — две ипостаси», а ректор Нисибинской школы Авраам Бет-Раббанский в письме Юстиниану I отказался исключить из диптихов Церкви Востока имена Диодора Тарсийского, Феодора Мопсуестийского и Нестория.
Рецепция крайнего дифизитства Церковью Востока и окончательный разрыв с православной церковью византийской традиции произошли в условиях военного противостояния между Византией и Ираном. Изоляция Церкви Востока привела к тому, что следующие контакты с православной церковью произошли в XIX веке. Развитие этих контактов завершились переходом в 1898 году группы верующих во главе с митрополитом Сипурганским Мар Ионой в Русскую православную церковь и учреждением в том же году Урмийской духовной миссии на территории Персии с целью проповеди православия среди верующих Церкви Востока. Н. Н. Селезнёв отмечает, что сирийская традиция и литургика в среде присоединившихся были преданы забвению. Первая мировая война и революция в России привели к завершению миссии и рассеянию православных ассирийцев.

#### Отношения с Протестантскими церквями
В XIX веке в местах присутствия Церкви Востока на территории Османской империи началась активная миссионерская деятельность протестантских деноминаций из США (пресвитериане, кальвинисты, конгрегационалисты), Великобритании (англикане), Германии (лютеране). В 1834 году в районе Урмии начала действовать протестантская миссия в которую входили пресвитериане, кальвинисты, конгрегационалисты из США. В местах проживания верующих Церкви Востока создавались школы, выходили периодические издания. В 1836 году американцы убедили восточных сирийцев частично перейти на современный сирийский алфавит. В 1840 году был запущен первый печатный станок, с помощью которого было отпечатано сирийское издание Псалтири. Современное издание Нового завета появилось в 1846 году, Ветхого — в 1852 году. В 1870 году появились первые ассиро-халдейские протестанты. После 1870 году в составе американской протестантской миссии остались лишь пресвитериане, после чего её деятельность стала стремительно развиваться.
Англиканская миссия (основана в 1842 году) началась с инициативы Уильяма Хоули, архиепископа Кентерберийского, и Чарльза Блумфилда, епископа Лондона, организовать помощь католикосу-патриарху Востока Шимуну XVII Абрахаму в образовательной сфере. Англикане действовали в районе Урмии и Хаккяри: открывали школы, в том числе для священников и диаконов. Англиканские священники внесли большой вклад в изучении вероучения Церкви Востока и освещении её христологических взглядов на Западе. Начало Первой мировой войны привело к тому, что 1 июля 1915 года архиепископ Кентерберийский Рэндалл Дэвидсон объявил о завершении деятельности англиканской миссии.

#### Отношения с Древними восточными церквями
Различия александрийского и антиохийского богословия привели к расколу западно-сирийских («антихалкидонитов») и восточно-сирийских (Церковь Востока) церковных структур в VI—начале VII века. В «монофизитских» церквях была принята христология, основанная на учении Кирилла Александрийского и Севира Антиохийского, которая признавала формулу «одна воплощённая природа Бога Слова» (др.-греч. «μία φύσις τοῦ Θεοῦ Λόγου σεσαρκωμένη») и находилась на наиболее отдалённой позиции христологического спектра по отношению к антиохийской христологии Церкви Востока. Известно, что крупнейший богослов Церкви Востока Нарсай Нисибийский составил ряд догматических произведений направленных как против крайнего монофизитства Евтихия, так и против более умеренной христологии Кирилла Александрийского.
Усилиями основателя Сиро-яковитской церкви Якова Барадея с конца 550-х годов «монофизитская» церковь начала распространяться в Сасанидской империи. На поместном соборе Церкви Востока 585 года при католикосе Ишоябе I (582—595) первый принятый канон был направлен против «монофизитов». Жена шаха Хосрова II Ширин и придворный врач Гавриил Сингарский принадлежали к яковитской Церкви и оказывали ей всяческое покровительство, что привело к ухудшению положения Церкви Востока в Иране и конфликтам между «миафизитами» и «несторианами». По инициативе Гавриила в 612 году шах организовал диспут между восточными и западными сирийцами, на котором Бабай Великий представил своё христологическое учение. В 640 году яковиты основали митрополию в Персии (мафрианат).
В период арабского владычества напряжение между Церковью Востока и сирийскими миафизитами ослабло, так в 1142 году между католикосом-патриархом Мар Абдишо III и главой миафизитов в Месопотамии мафрианом Дионисием было заключено соглашение. В 1262 году епископ Эрбиля Денха (будущий католикос-патриарх (1265—1281)) позволил яковитам построить храм в городе, несмотря на запрет патриарха Маккихи II (1257—1265), а в 1277 году встречался в Багдаде с мафрианом Григорием и вёл переписку с ним. Средневековые источники упоминают: «с этого времени главы обеих Церквей при каждом случае оказывали друг другу знаки уважения». В XVII веке часть малабарских христиан, отказавшихся от унии с Римской церковью обратились к Антиохийскому патриарху Яковитской церкви с просьбой вступить с ней в общение. В 1665 году яковитский епископ Иерусалимский Мар Григорий Абд аль-Джалиль рукоположил члена клана Пакаломаттом Мар Фому в митрополита Маланкарского и провёл изменения в церковной жизни: упразднил Филиокве, утвердил почитание первых трёх Вселенских соборов и утвердил христологическую формулу о единой богочеловеческой природе Христа. Таким образом часть бывших христиан Церкви Востока вступила в общение с яковитами и образовала Маланкарскую церковь. С 1685 года в Индию яковитскими патриархами были направлены несколько делегаций, которые вели деятельность против последствий латинизации индийских христиан (введения целибата, почитания статуй святых, совершения литургии на бесквасном хлебе, отмены ряда постов).
Непросто складываются отношения Церкви Востока с Коптской православной церковью. Начиная с 1984 года, они блокировали попытки ассирийцев вступить в Ближневосточный совет церквей, полагая нерешёнными христологические споры V века. Некоторый прогресс наметился в 1994 году, когда патриарх Шенуда III пригласил ассирийскую делегацию для двухсторонних экуменических переговоров. Встреча состоялась в январе 1995 года в монастыре Святого Паисия, по её результатам была выработана совместная христологическая декларация. Документ был принят ассирийской делегацией, но отклонён коптами. В 1996 году богословский диалог прекратился.

### Отношения с зороастризмом
В одной из надписей зороастрийского жреца Картира (III век) упоминается, что в Иране уничтожены все религии кроме зороастризма, в том числе и христианство. По сведениям приведённым в сочинении церковного писателя рубежа VI—VII веков Бар-Хадшаббы «История святых отцов, за веру гонимых» упоминается, что одной из причин гонений против христиан в период правления шахов Йездегерда I (399—420) и Бахрама V (420—429) стал массовый переход из зороастризма в христианство и разрушение христианами храмов огня. После преследований шаха Йездегерда II в 440-х годах в источниках, повествующих о христианских мучениках, в основном описываются ситуации обращения представителей знати в христианство и их преследования зороастрийским жречеством.
Введённые митрополитом Бар Саумой женатого епископата и «антиаскетические» новшества в Церкви Востока в Иране являлись влиянием зороастризма, в котором безбрачие не было принято, а монашество отвергалось. Известно, что католикос-патриарх Аба I (540—552), почитавшийся в Церкви Востока как исповедник, перешёл в христианство из зороастризма. Также в период патриаршества Абы I, между христианами и зороастрийскими жрецами велись богословские диспуты и напряжённая борьба за влияние при шахском дворе.

### Отношения с буддизмом

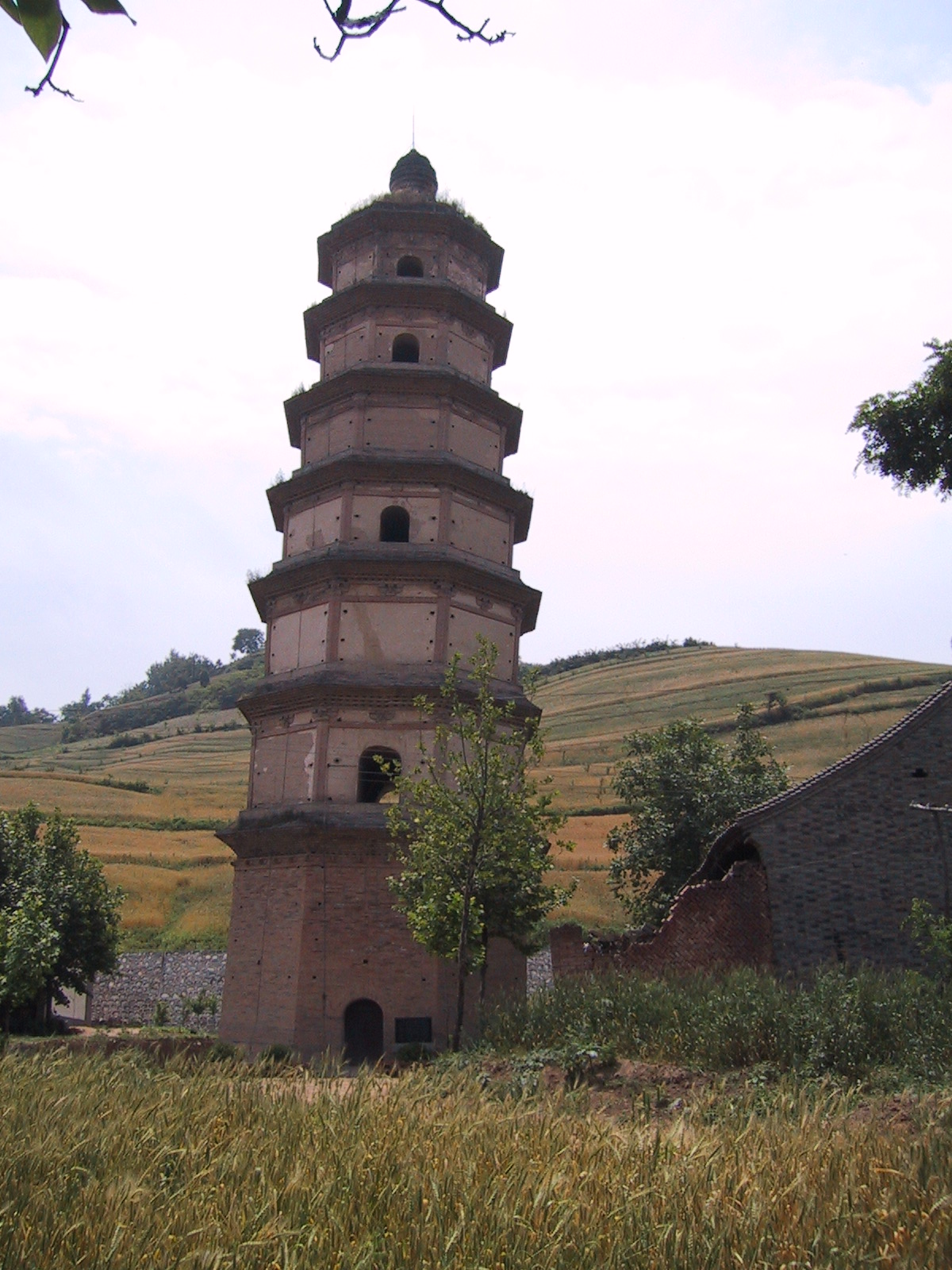
Пагода Дацинь в Китае, построенная в VII веке христианами Церкви Востока и используемая впоследствии буддистами

В Средние века буддизм и христианство сосуществовали на территориях современных Узбекистана, Афганистана и Таджикистана. Сосуществование Церкви Востока и буддистов в Центральной Азии и особенно в Китае привело к развитию синкретизма между двумя религиями. Синкретизм был характерен для средневекового Востока, к примеру по сообщениям Марко Поло, основатель династии Юань хан Хубилай (1260—1294) почитал четырёх «пророков»: Христа, Мухаммеда, Моисея и Будду.
Характерные для буддизма термины появлялись в христианской литературе Церкви Востока в Китае. Так, например, несторианский катехизис, написанный несторианским миссионером в Китае Алобэнем имел многочисленные буддийские термины. В Китае церковные писатели в своих произведениях использовали буддийскую, даосскую и в меньшей степени конфуцианскую терминологию. Также на несторианской Сианьской стеле наряду с крестом были изображены символы буддизма (лотос) и даосизма (летящие облака). Вследствие использования христианами буддийской терминологии, начавшиеся в 845 году при императоре У-Цзуне гонения против буддизма в Китае (840—846) серьёзно повлияли и на Церковь Востока.

### Отношения с исламом
Противоречивое отношение Мухаммеда и Корана к христианам вылилось в различное отношение арабов-мусульман к христианству на Ближнем Востоке: на Аравийском полуострове были уничтожены все религии кроме ислама, за пределами Аравии Церковь Востока была сохранена и христиане получили статус зимми. Несмотря на установленные дискриминационные меры и налоговый гнёт мусульманских властей, систематических гонений против христиан в первые века мусульманского владычества не было. Источники свидетельствуют о том, что патриарх Ишояб II пытался получить охранную грамоту от Мухаммеда для христиан на территории Ирана, а его преемники Абу Бакр (632—634) и Умар ибн аль-Хаттаб (634—644) даровали христианам подобный документ.
По причине высокого уровня культурного развития многие восточно-сирийские христиане занимали официальные должности в Халифате и имели контакты с мусульманской элитой. К примеру, большое число чиновников-христиан привело к тому, что в 849 году халиф Мутаваккиль издал указ с целью изменить данное положение дел, тем не менее через 10 лет поручил строительство своего дворца чиновнику-христианину. В это время начала вестись христианско-исламская богословская полемика. Одним из первых богословских собеседований стали дискуссии патриарха Церкви Востока Тимофея I (782—823) и халифа аль-Махди (775—785), на которых среди прочих вопросов обсуждались христианский догмат о Троице, христология и статус пророка Мухаммеда.
Постепенно мусульманские власти установили контроль над иерархией восточных сирийцев, вмешиваясь в кадровую политику Церкви Востока. Упадок государственных структур Халифата привёл к возрастанию стихийных погромов христианского населения. К примеру, в 1268 году католикос Денха I распорядился утопить христианина, перешедшего в ислам, чем вызвал гнев мусульманского населения. В Багдаде начались беспорядки, в ходе которых резиденция католикоса была сожжена, а он был вынужден спасаться бегством. После принятия ислама монгольскими правителями, христианско-мусульманские отношения ухудшились, а мусульмане во многом стали причиной исчезновения Церкви Востока из Средней и Центральной Азии. Одним из мест христианско-исламского противостояния стал Мавераннахр с центром в Самарканде, в котором мусульмане вытеснили Церковь Востока в первой четверти XV века.
После вхождения канонических территорий Церкви Востока в состав Османской империи отношения мусульманских властей и христиан Церкви Востока базировалось на институте миллета. Восточные сирийцы являлись частью армянского миллета в империи. Несмотря на то, что в районах совместного проживания в Курдистане, первоначально между ассирийцами и курдами-мусульманами сложилась атмосфера добрососедства, конфликты между ними приобрели кровавый характер. В 1832 году курды из эмирата Соран разрушили монастырь Раббана Ормизда, убили монахов и уничтожили все книги.